# Geschichte der Färöer

1919 entworfen und das erste Mal gehisst; zwanzig Jahre daraufhin „Aufrührerfahne“; nach der britischen Besetzung der Färöer im Zweiten Weltkrieg am 25. April 1940 anerkannt; und im Autonomiegesetz der Färöer 1948 bestätigt: Merkið, die Flagge der Färöer. Sie hängt heute in der Kirche zu Fámjin

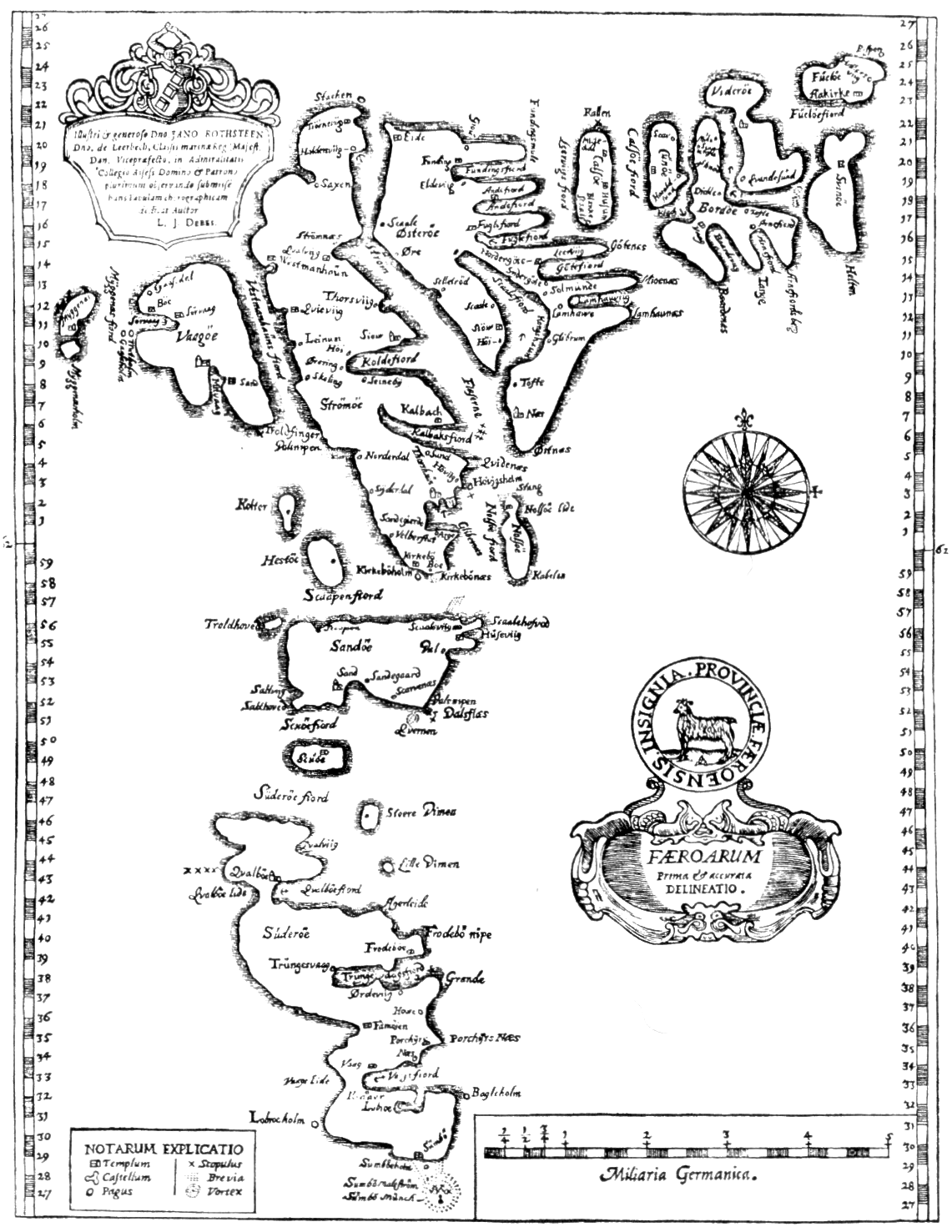
FÆROARUM – Prima & accurata delineatio. Die älteste bekannte Färöerkarte hat Lucas Debes 1673 gezeichnet.

Die Geschichte der Färöer umfasst die Entwicklungen auf dem Gebiet der Färöer-Inseln von der Urgeschichte bis zur Gegenwart. Sie ist ein Teil der Geschichte Skandinaviens. Häufig weist sie Parallelen zur Geschichte Islands auf, ist wie diese oft zunächst von Ereignissen in der Geschichte Norwegens und später in der Geschichte Dänemarks bestimmt.
Die ältesten Spuren menschlicher Besiedlung auf den Färöern stellen verkohlte Gerstenkörner dar, die im Jahr 2013 in Á Sondum entdeckt wurden. Sie stammen aus der Mitte des 4. bis zur Mitte des 6. Jahrhunderts, weitere stammen aus der Zeit zwischen dem späten 6. und dem späten 8. Jahrhundert. Am selben Ort fand sich auch ein Wikingerhaus aus dem 9. Jahrhundert. Bis dahin hatte man angenommen, die Inseln seien zu dieser Zeit unbewohnt gewesen. 
Um 625 wurde die Inselgruppe von irischen Mönchen entdeckt. Nach 800 fand die Landnahme der Wikinger auf den Färöern statt, deren Nachfahren die Mehrheit der heutigen Bevölkerung der Färöer bilden. Die Wikingerzeit auf den Färöern ist in der auf Island entstandenen Färingersaga und durch zahlreiche archäologische Funde rekonstruierbar.
Im Jahr 999 wurden die Färöer christianisiert und 1035 ein Teil Norwegens. Mit der dänisch-norwegischen Personalunion (ab 1380) wurden die Färöer faktisch ein Teil Dänemarks. Die Reformation (1538) stärkte die Stellung der dänischen Sprache in Norwegen und seinen früheren Besitzungen. Das alte Macht- und Handelszentrum verlagerte sich von Bergen nach Kopenhagen, was ebenfalls die Vorherrschaft der dänischen Sprache und Kultur sicherte. 1814 wurde Norwegen von Dänemark institutionell getrennt, doch die Färöer blieben ein Teil Dänemarks. Von 1821 bis 1948 waren die Färöer ein sogenanntes dänisches Amt. Seit 1850 gilt die dänische Verfassung auf den Färöern. Das dänische Handelsmonopol wurde 1856 aufgehoben. Um diese Zeit bildete sich die neufäröische Schriftsprache aus, die Grundlage der heutigen Verwaltungs- und Bildungssprache auf den Färöern. 
In der Folgezeit wandelten sich die Färöer von einer mittelalterlichen Agrargesellschaft zu einer modernen Fischereination. Der so genannte Sprachenstreit mündete in die Durchsetzung der bedrohten Landessprache als wichtigstes nationales Identitätsmerkmal der Färinger.
Nach der britischen Besetzung der Färöer im Zweiten Weltkrieg (ab 1940) wurde die Flagge der Färöer anerkannt, und die Färöer bildeten eine eigene provisorische Regierung. Nach dem Krieg erlangten sie 1948 weitgehende Autonomie mit einem eigenen Regierungschef, dem Løgmaður, und dem alten Løgting als Parlament.

## Geologische Geschichte
Die Färöer gehören als entlegene Inselgruppe zu jenen Winkeln der Welt, die zuletzt von Menschen besiedelt wurden. Sie entstanden vor etwa 70–60 Millionen Jahren im Tertiär infolge vulkanischer Tätigkeit als Teil des damaligen Landrückens, der sich von Grönland bis Irland und Schottland erstreckte und bis zu 4000 Meter hoch war.
Aus der erkalteten Lava bildete sich der typisch färöische Basalt, der immer wieder durch dünnere Tuffschichten durchzogen ist, die aus dem nachfolgenden Ascheregen entstanden. In einer vulkanischen Pause gab es eine tropische Vegetation. Kohleschichten zeigen Abdrücke des Urweltmammutbaums und des Ginkgos. Durch Erosion senkte sich der größte Teil dieses Plateaus ab. Übrig blieben die Inseln der Hebriden, der Färöer und Island.
Die Eiszeit formte aus den Resten dieses Plateaus die Färöer in ihrer heutigen Gestalt mit den charakteristischen Tälern in südöstlich-nordwestliche Richtung, die sich oft mit Wasser füllten, eine Verbindung mit dem Meer schufen und die heutigen Fjorde der Färöer bildeten. Die weichen Tuffschichten waren ständig der Gewalt der Brandung und des rauen Klimas ausgesetzt, wurden ausgespült und ließen die mächtigen Basaltschichten darüber zusammenstürzen. So entstanden die charakteristische Treppenstruktur im Landesinneren und die gewaltigen Abbruchkanten vornehmlich an der Westküste und den nördlichen Klippen wie z. B. Beinisvørð und Enniberg.
Womöglich überlebten arktische Pflanzen die Eiszeit auf den färöischen Gipfeln oberhalb der 400 Meter dicken Gletscher. Als jene verschwanden, wurden die Färöer von Pflanzen aus Schottland und Norwegen neu besiedelt, die zum Beispiel durch Seevögel ins Land kamen. Neben den Vögeln gab es sonst nur noch Insekten und Robben, die sich auf den färöischen Holmen und in den Grotten ihre Plätze suchten.
Die ersten Menschen fanden ein Land vor, in dem es weder Landsäuger, Reptilien noch höhere Bäume gab. Neben den genannten (dürftigen) Kohleflözen haben die Färöer keine Bodenschätze vorzuweisen. Allerdings gibt es Anzeichen für Erdöl im Schelf innerhalb der heutigen 200-Seemeilenzone.
Ackerbau ist nur begrenzt möglich, und die Inseln werden hauptsächlich als Weideland für Schafe genutzt, die auch auf unzugänglichen Klippen und z. B. der unbewohnten Insel Lítla Dímun ausgesetzt werden, um jeden Quadratmeter zu nutzen. Die allgegenwärtigen Schafe verhindern nachhaltig den Baumwuchs. Die Färöer bieten Weideplatz für etwa 70.000 Schafe, die über Jahrhunderte die Bevölkerungszahl von ca. 5000 ernähren konnten. Seit dem 19. Jahrhundert und der Industrialisierung der Fischerei hat sich die Inselbevölkerung verzehnfacht.
Größte natürliche Ressource der Färöer ist aber der Ozean. Der Grindwalfang auf den Färöern ist Teil der Tradition und Kultur, und die heutige Nation bezieht ihren Reichtum aus der Fischerei.

## Irische Mönche

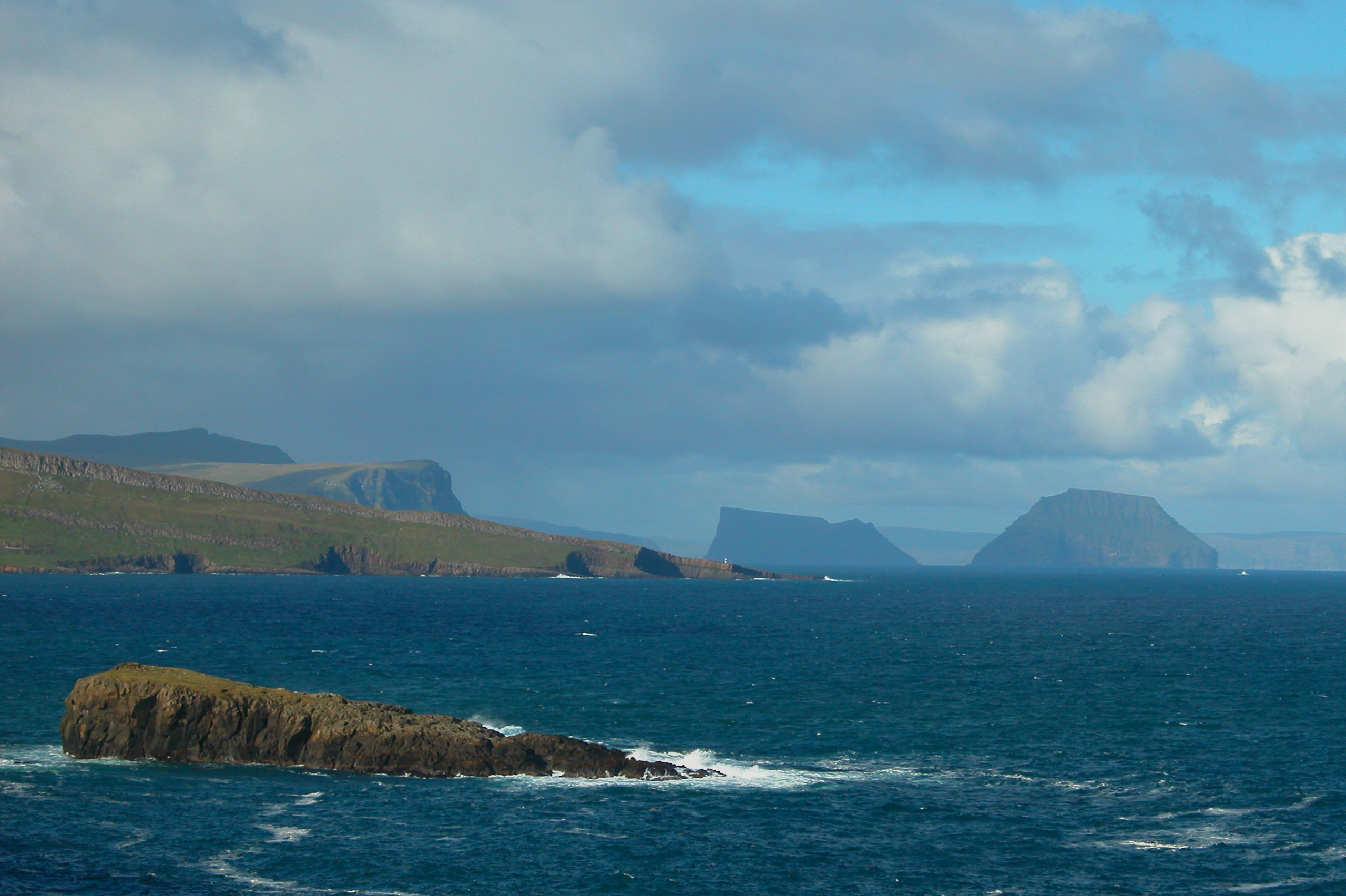
Der Baglhólmur soll einst von irischen Mönchen bewohnt worden sein

Die Legende von St. Brendan besagt, dass er um 560 herum auf seiner berühmten Reise Navigatio Sancti Brendani ein „Vogelparadies“ entdeckt hat. Viele nehmen an, damit könnten die Färöer gemeint gewesen sein, zumal er weiter nördlich eine „Feuerinsel“ gefunden haben will – Island?
825 werden die Färöer erstmals erwähnt. Der irische Mönch Dicuil schreibt in seinem Liber de mensura orbis terrae

„Es gibt viele andere Inseln im Ozean nördlich von Britannien, die von der nördlichen britischen Insel in einer direkten Reise von zwei Tagen und Nächten erreicht werden können, wenn die Segel gefüllt sind und ein ständiger günstiger Wind weht. Ein strenggläubiger Priester erzählte mir, wie er an zwei Sommertagen und der dazwischen liegenden Nacht in einem zweisitzigen Boot dorthin gesegelt ist und eine der Inseln betreten hat“

„Es gibt eine andere Gruppe von kleinen Inseln, fast alle durch enge Wasserstraßen voneinander getrennt. Dort haben fast hundert Jahre lange Eremiten gelebt, die aus unserem Land, Irland, gekommen waren. Aber wenn die Inseln immer vom Anfang der Welt verlassen waren, so heute wegen der normannischen Piraten, die die Einsiedler vertrieben haben. Jetzt sind sie von unzähligen Schafen und diversen Seevögelarten bevölkert. Ich habe diese amtlich erwähnten Inseln nie gefunden.“

Heute ist unbestritten, dass die Färöer spätestens um 625 von irischen Mönchen betreten und vom Ort Sumba ausgehend besiedelt wurden. Archäologische Zeugnisse gibt es auch in der unmittelbaren Umgebung bei Akraberg, Víkarbyrgi und etwas weiter nördlich in Porkeri. Neuere Untersuchungen vermuten eine Besiedlung bereits in der Mitte des 4. Jahrhunderts.
Unter anderem konnte anhand botanischer Untersuchungen auf Mykines nachgewiesen werden, dass der Hafer seit dieser Zeit dort kultiviert wird. Hierbei muss es sich aber um vergleichsweise kleine Einsiedler-Gruppen gehandelt haben.

## Wikinger-Landnahme
Die Haupteinwanderung trat im 9. Jahrhundert durch die Wikinger ein, die von Norwegen aus gen Westen zogen. Gemäß der im 13. Jahrhundert auf Island geschriebenen Färingersaga hieß der erste Siedler Grímur Kamban. Er soll in Funningur gewohnt haben. Seine Ankunft wird auf den Zeitraum um 825 geschätzt. Ein anderer bekannter Siedler aus dieser Zeit ist Naddoddur. Ihm wird die Entdeckung Islands um 850 zugeschrieben, als er auf dem Heimweg von Norwegen an den Färöern vorbei segelte.
Etwa 885–890 fand die zweite Landnahmewelle statt, als viele Menschen aus Norwegen vor Harald Schönhaars Herrschsucht flohen, wie die Färingersaga berichtet. Es kamen aber auch Einwanderer aus Irland und Schottland, zumeist Wikinger, aber auch mit keltischen Frauen und Sklaven. Genetische Untersuchungen belegen, dass die heutigen männlichen Bewohner der Färöer in ihren Geschlechtschromosomen, das heißt in ihren Y-Chromosomen, zu 80 % skandinavische Merkmale aufweisen, während die X-Chromosomen der heutigen Frauen zu 90 % keltischer Herkunft sind.
Die Siedler auf den Färöern entsprachen nicht dem landläufigen Klischee der Wikinger, sondern waren einfache Bauern. Raubzüge der Färinger sind nicht bekannt. Im Gegensatz zu Island gab es auch keine heimische Oberschicht, was mit ein Grund ist, dass sich über viele Jahrhunderte keine eigenständige färöische Literatur herausbilden konnte. Färöische Balladen begründeten eine Tradition, in der Literatur mündlich überliefert wurde, und die färöischen Sigurdlieder sind ebenso einzigartig wie die Tatsache, dass parallel zur isländischen Färingersaga das färöische Sigmundskvæði die Grundzüge der Geschichte bestätigt.
Es wird davon ausgegangen, dass sich das Althing auf Tinganes bereits um 900 etablierte. Sicher belegt ist es aber erst seit ca. 970. Zu dieser Zeit waren die Färöer eine Art Republik.
Die färöische Wolle war seitdem bis ins 19. Jahrhundert wichtiges Exportgut des Landes. Ebenso wurde Trockenfisch exportiert. Importiert wurde zum Beispiel Holz aus Norwegen zum Schiffbau. Zur Selbstversorgung der Siedler dienten die reiche Vogelwelt, das Meer mit seinen Fischen, Walen und Robben und das Treibholz zum Hausbau.

## Christianisierung und norwegische Herrschaft

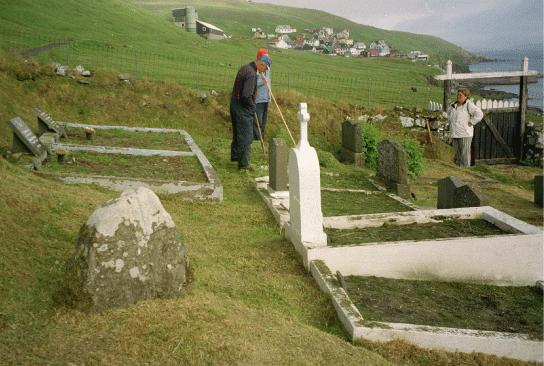
Nach 1000 Jahren: Friedhofsgärtner pflegen die Grabstätte des Sigmundur auf Skúvoy.

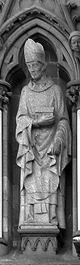
Statue von Bischof Erlendur († 1308) in der Westfassade des Nidarosdoms in Trondheim. Ihm verdanken die Färöer den Magnusdom und den Schafsbrief, aber als der den Kirchenzehnten erhöhte, musste er fliehen.

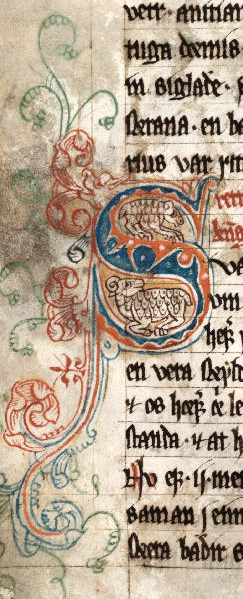
Anfangsinitial des Schafsbriefs im wertvollen Lundabók von 1310, das seit dem 18. Jahrhundert in der Universitätsbibliothek Lund in Schweden aufbewahrt ist (daher der Name).

Nachdem sich der norwegische König Olav I. Tryggvason 994 beim englischen König Aethelred taufen ließ und im Jahr darauf Norwegen missionierte, lud er den angesehenen färöischen Häuptling Sigmundur Brestisson zu sich ein, der dann bekehrt, 999 auf den Färöern für die Annahme des Christentums durch das färöische Althing, das heutige Løgting, sorgte. Der Widerstand der einheimischen Wikinger unter dem Häuptling Tróndur í Gøtu führt 1005 zur Ermordung von Sigmundur Brestisson. Sein Grabstein auf Skúvoy gehört zu den wichtigsten Denkmälern des Archipels. Der Nachfolger Olavs, Olav II. Haraldsson (Olav der Heilige) von Norwegen, konnte das Christentum in Norwegen und auch auf den Färöern und in Island endgültig durchsetzen. Dafür wird er von den Insulanern heute noch an seinem Todestag, der Ólavsøka (deutsch etwa „Olafswacht“), verehrt.
Ab 1035 gehörte der Archipel als Lehen des Leivur Øssurson politisch zu Norwegen, was das endgültige Ende der Wikingerzeit markierte. Die Färöer konnten sich aber durch ihre große Entfernung von der Zentralmacht ein hohes Maß an Eigenständigkeit erhalten. Von der internationalen Handelstätigkeit dieser Zeit zeugt der Münzfund von Sandur, der etwa 1070/80 vergraben worden sein muss.
In der Folge etablierten sich die katholischen Bischöfe in Kirkjubøur, dem Sitz des Bistums Färöer, das um 1100 eingerichtet wurde. Ab etwa 1110 gab es hier mit der Priesterschule die erste Schule der Färöer. Diese muss schon damals einen hohen Standard gehabt haben, wie die Biografie des späteren norwegischen Herrschers Sverre Sigurdsson andeutet, der hier von 1156 bis 1168 aufwuchs und daheim dann als außerordentlich gebildet galt. Um 1250 wurde dort die Olavskirche errichtet, die noch heute in Betrieb ist. Der um 1300 angefangene Magnusdom blieb indes unvollendet. Es war die Zeit von Erlendur, dem berühmtesten Geistlichen der Färöer in der katholischen Ära.
Die Hereford-Karte von 1280 ist die älteste bekannte „Weltkarte“, auf der auch die Färöer auftauchen. Dort tragen sie den Namen farei. Das ist nach Meinung vieler Linguisten ein keltischer Name und bedeutet ferne Inseln. Gleichwohl wird der Name Färöer meist als fær-øer verstanden, wobei fár Altnordisch für Vieh, Wollvieh ist, also Schaf (øer bedeutet im Dänischen Inseln). Angesichts der vorherrschenden Wolltiere dort ist Schafinseln eine ebenso plausible und akzeptierte Deutung. Hinzu kommt, dass die Färöer selbst den Widder als Wappen führen.
1294 verbot Erik II. Magnusson der Hanse den Handel mit den Färöern, der ausschließlich über norwegische Kaufleute in Bergen abgewickelt werden sollte. 1302 wurde das Handelsverbot für die Hanse erneuert, das erst 1361 aufgehoben wurde.
1298 erhielten die Färöer durch den Schafsbrief des norwegischen Königs ihr „Grundgesetz“, das erst 1637 geändert wurde. Der Schafsbrief regelt nicht nur die Schafzucht, sondern auch den Grindadráp, angemessene Bewirtungskosten, den Umgang mit Leibeigenen, und vieles mehr.
Der Schwarze Tod suchte die Färöer 1349/50 heim und führte zu einem Bevölkerungsverlust von über 30 %. Gleichzeitig trat in diesem 14. Jahrhundert eine Klimaverschlechterung ein. Allgemeine Armut war das Resultat beider Ereignisse. Viele Großbauern mussten ihr Land an die katholische Kirche abtreten, die bald 40 % des Landes besitzen sollte. Die internationale Handelstätigkeit der Färinger kam immer mehr zum Erliegen.

## Kalmarer Union

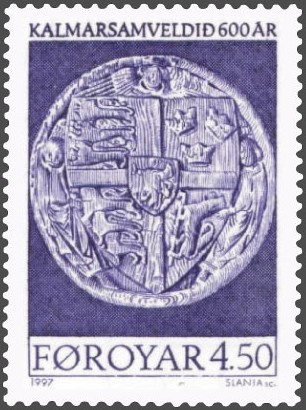
600. Jahrestag der Kalmarer Union. Briefmarke der Färöer von 1997.

1380 gelangten die Färöer – wie auch Island und Grönland – im Zuge der Personalunion Dänemarks mit Norwegen unter die dänisch-norwegische Krone. Sie werden aber weiterhin als eine Kolonie Norwegens betrachtet. Von 1397 bis 1523 waren die Inseln Teil der Kalmarer Union. Das färöische Løgting behielt eine gewisse Autonomie und trägt diesen Namen seit 1400 (in der Wikingerzeit war es das Althing).
In kirchlicher Hinsicht standen die Färöer unter dem norwegischen Erzbischof, und sie unterstanden auch weiterhin norwegischem Recht. Auf administrativer, handelsmäßiger und kultureller Ebene war Bergen die wichtigste Verbindung der Färöer mit der Außenwelt. Die Hanse kontrollierte damals den Handel über Bergen.

### Das 15. Jahrhundert
1437 bekam der norwegische Bauernführer Amund Sigurdsson Bolt die Färöer als Lehen. 1448 kam in Dänemark mit Christian I. das Haus Oldenburg an die Macht. Der Färö-Handel ging in der Folge von Bergen nach Hamburg und Bremen über. 1469 verpfändete Christian I. die Shetlandinseln und die Orkney als Mitgift an das verbündete Schottland. Die Färöer verblieben jedoch bei der dänischen Krone.
1490 erhielten die Kaufleute aus Holland die gleichen Privilegien im Färö-Handel wie die Hanse.

## Reformation und Monopolhandel

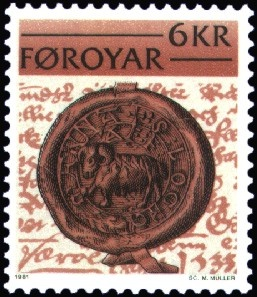
Ältestes bekanntes Schafs-Siegel von 1533

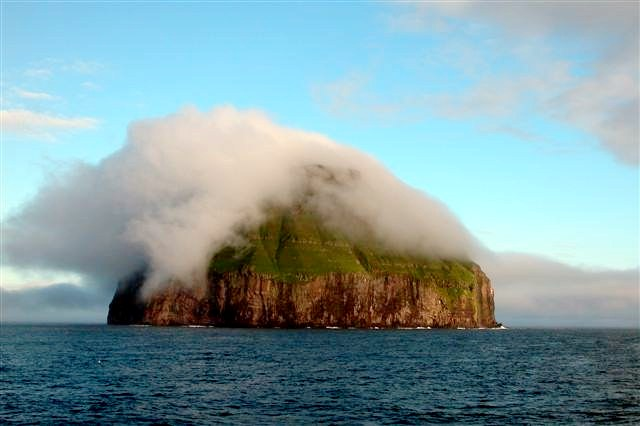
Am 24. Juni 1584 wurde der erste Grindadráp schriftlich fixiert. Es war vor der unbewohnten Insel Lítla Dímun. Damals lebte hier noch eine wilde Schafrasse, die Ziegen ähnelte. Heute ist sie ausgestorben. Ansonsten ist das Bild der Insel immer gleich geblieben.

### Das 16. Jahrhundert
Ab 1500 waren die Färöer immer wieder Piratenüberfällen aus Großbritannien, Irland und Frankreich ausgesetzt, sogar auch aus dem Osmanischen Reich. Militärisch konnten sich die Inseln nur schlecht verteidigen.
Um 1520 setzte Christian II. den Hamburger Kaufmann Joachim Wullenwever als seinen Voigt auf den Färöern ein. Nachdem Christian II. aus Dänemark fliehen musste, bot er 1524 Heinrich VIII. von England die Färöer zum Tausch gegen einen dringend benötigten Kredit an. Jener lehnte allerdings ab.
1529 gab der dänische König Frederik I. die Färöer den Hamburgern Joachim Wullenwever und Thomas Koppen zum Lehen. Dies wird als Anfang des Handelsmonopols über die Färöer betrachtet. 1532 wurde mit Ámundur Ólavsson der letzte katholische Bischof der Färöer geweiht.
1536 versuchte König Christian III. die Färöer für 100.000 Pfund an England zu verkaufen. Wieder lehnte Heinrich VIII. ab. Im selben Jahr führte Christian III. die Reformation in Dänemark durch. Der norwegische Reichsrat wurde ersatzlos abgeschafft, Norwegen kam damit direkt als Provinz zu Dänemark, und damit auch die Färöer.
1537 erreichte die Reformation Nidaros und 1538 schließlich die Färöer. Dadurch wurde die Vorherrschaft der dänischen Sprache verewigt, das nun anstelle von Latein Kirchensprache war. Obwohl Martin Luther verlangte, dass das Wort Gottes in der jeweiligen Muttersprache verkündet werden sollte, war dies aus Sicht der dänischen Kirche selbstverständlich Dänisch und nicht Färöisch.
Der Grundbesitz der katholischen Kirche ging durch die Reformation in die Hände der Krone über. Aus dem Bischofssitz von Kirkjubøur wurde so der berühmte Kirkjubøargarður, der seitdem das größte Gut auf den Färöern ist und bis heute von der Familie Patursson bewirtschaftet wird. Auch an anderen Orten entstanden Königsbauernhöfe. Diese kongsjørð (Königserde) gehört heute dem färöischen Staat.
Das Bistum Färöer wurde vom lutherischen Superintendenten Jens Riber weitergeführt, aber 1557 niedergelegt und zu einer Propstei des Bistums Bergen herabgestuft (später Seeland, bis 1963). Erster evangelischer Propst war Heini Havreki.
1556 wurde der Färö-Handel direkt von der dänischen Krone übernommen, die sich vor Ort durch einen Voigt, den Fúti, vertreten ließ. Ab 1566 wurden die Färöer auf Weisung von König Frederik II. nicht mehr von Bergen, sondern von Kopenhagen aus verwaltet.
Der Färinger Magnus Heinason erhielt 1579 das Handelsmonopol und baute 1580 mit der Festung Skansin in Tórshavn einen Schutz gegen die Piraten. Er wirtschaftete aber offensichtlich zu sehr in die eigene Tasche und behielt das dänische Monopol nur bis 1583. Er trat darauf in holländische Dienste und wurde 1589 unter dem Vorwurf der Piraterie in Kopenhagen zum Tode verurteilt und geköpft. Im Jahr darauf wurde er postum rehabilitiert. Seitdem gilt Heinason bei vielen (konservativen) Färingern als Nationalheld, ist dort aber keineswegs unumstritten.
Seit dem 24. Juni 1584 existiert die Statistik über den Grindwalfang auf den Färöern, die sich aber erst seit 1709 lückenlos bis in die Gegenwart erschließt. Damals wurden vier Wale vor Lítla Dímun erlegt. Es sollte der einzige Bericht von einem Grind bei dieser unbewohnten Insel bleiben.
1590 wurden die Shetlandinseln und Orkney endgültig von Dänemark an Schottland abgetreten.

### Das 17. Jahrhundert

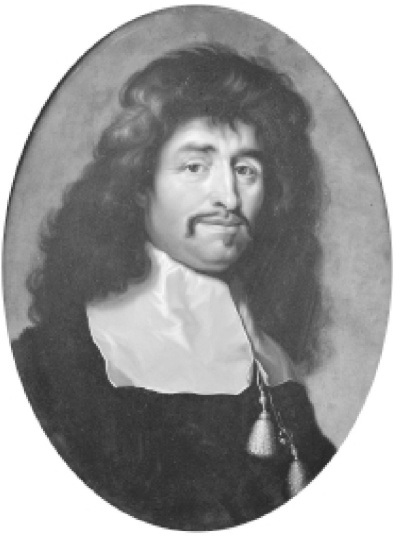
Christoffer von Gabel (1617–1672) war Lehnsherr über die Färöer, betrat sie aber nie. Die Unterdrückung und Ausbeutung in der Gabelzeit wurde zu einem nationalen Trauma.

Von 1616 bis 1662 war der Monopolhandel in den Händen der Isländischen Kompanie. Diese Zeit wird als relativ fair für die Färinger angesehen. 1619 wanderte der Hauptsitz des Handels endgültig von Bergen nach Kopenhagen. Der Export des Trockenfischs verlor an Bedeutung, und die färöische Wolle, insbesondere Strümpfe, wurde die dominierende Exportware.
1637 wurde der Schafsbrief von 1298 ins Dänische übersetzt und von König Christian IV. alle Passagen gestrichen, die nichts mit der Schafhaltung zu tun hatten. Seine umfangreiche dänische Gesetzessammlung trat 1643 auf den Färöern zusätzlich in Kraft. Ab 1655 wurde der Løgmaður nicht mehr vom Løgting gewählt, sondern vom König ernannt.
Im selben Jahr bekam der Kaufmann Christoffer von Gabel von König Frederik III. (der seinem Vertrauten Geld schuldete) die Färöer zum Lehen. Ab 1661 hielt von Gabel dann das Handelsmonopol inne, und das Lehen galt auf Lebenszeit mit Erbrecht für seinen Sohn Friedrich von Gabel, der es 1673 übernahm. Die Gabelzeit dauerte bis zu seinem Tode 1708.
1673 verwüstete ein Großbrand die Gebäude des Monopolhandels auf der Halbinsel Tinganes in Tórshavn. Vermutlich waren es von Gabels Handlanger, die Beweise vernichten wollten, bevor eine eigens aus Kopenhagen anreisende Regierungskommission fündig werden konnte. Aber auch unersetzliche färöische Dokumente fallen den Flammen zum Opfer, so dass sich das färöische Quellenmaterial erst ab dieser Zeit lückenlos erschließt.
Im selben Jahr 1673 erschien das erste Buch über die Färöer. Der einheimische Pastor Lucas Debes beschrieb in seinem Standardwerk Færoæ et Færoa Reserata die Inseln sehr detailliert. Das Buch wurde daraufhin aus dem Dänischen ins Englische und Deutsche übersetzt und begründete so das Wissen im Ausland über die abgelegene Inselgruppe und ihre Bewohner.
Der französische Piratenüberfall auf die Färöer 1677 bedeutete die Plünderung Tórshavns. Unter anderem wurden die Kasse des Løgtings entwendet und die Tórshavner Kirche geschändet. Die lädierte Kanzel mit ihren Kerben steht heute in der Kirche zu Hvalvík, wo sie immer noch in Gebrauch ist.
1688 trat auf den Färöern das neue Norske Lov (Norwegisches Gesetz) von 1687 in Kraft, das auf dem absolutistischen dänischen Grundgesetz von 1665 („Königsgesetz“, dänisch Kongelov) basierte.

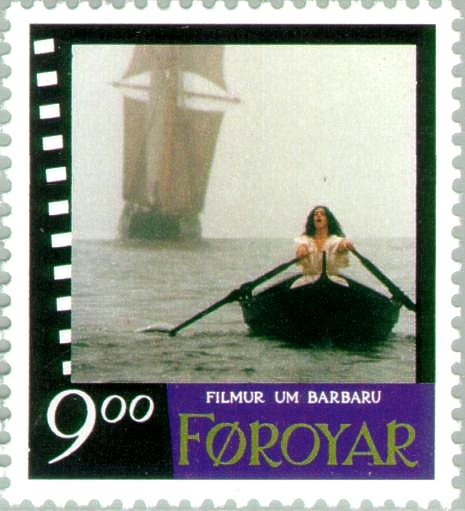
Beinta Broberg (1667–1752) wurde als Romanfigur Barbara weltbekannt. 1997 wurde der Stoff auf den Färöern verfilmt. Die norwegische Schauspielerin Anneke von der Lippe spielt dort die Hauptrolle.

Eine der berühmtesten Frauen der Färöer lebte zu jener Zeit: Beinta Broberg (1667–1752). Sie war nacheinander mit drei Pfarrern verheiratet, wobei die ersten beiden recht jung verstarben und der dritte wahnsinnig wurde – Stoff genug für die Sagen von der „bösen Beinta“, die als färöische femme fatale durch Jørgen-Frantz Jacobsens Roman Barbara weltberühmt wurde.

### Das 18. Jahrhundert

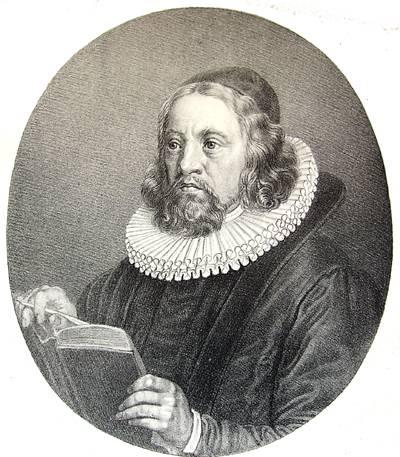
Auch Thomas Kingo (1643–1703) betrat die Färöer nie. Sein dänisches Kirchengesangsbuch von 1699 war hier dennoch von unschätzbarem Wert im 18. und 19. Jahrhundert. Die Kingopsalme aus jener Zeit gehören heute zum eigenständigen färöischen Kulturerbe bis in unsere Tage.

Nach dem Ende der Gabelzeit übernahm die dänische Krone 1709 wieder die Kontrolle über die Inseln. Eine Regierungskommission resümierte die Beschwerden der Bevölkerung, und es kam zu administrativen Reformen.
Von 1720 bis 1776 wurden die Färöer als Teil der dänischen Kolonie Island von Reykjavík aus verwaltet. Gleichzeitig wurde das Amt des Gouverneurs der Färöer (amtmaður) eingeführt. Von 1776 bis 1816 wurden die Färöer dann wieder als Teil von Seeland von Kopenhagen aus verwaltet.
Die Zeit des Ryberg Handels von 1768 bis 1788 wird allgemein als ein wichtiger Beitrag zur Entwicklung des Landes angesehen. Die Färinger bekamen Kenntnis von der Klippfischproduktion, der ab da vor allem in die Mittelmeerländer exportiert wurde. Tórshavn erlebte in dieser Zeit eine wirtschaftliche Blüte durch den dänischen Schmuggelhandel nach England, der wesentlich über die Färöer durch Rybergs Handel abgewickelt wurde.
1781/82 erforschte Jens Christian Svabo die Färöer und schrieb den Bericht Indberetninger fra en Reise i Færø 1781–1782. Gleichzeitig war er der erste Gelehrte der den Wert der bis dahin mündlich überlieferten färöischen Tanzballaden erkannte, und sie erstmals schriftlich fixierte. Damit gilt Svabo als der Pionier der färöischen Schriftsprache, die sich in den folgenden 100 Jahren zu einem konsistenten Regelwerk entwickeln konnte.

### Erste Hälfte des 19. Jahrhunderts
Anfang des 19. Jahrhunderts erwuchs mit Nólsoyar Páll ein nationaler Führer der neueren färöischen Geschichte. Er kämpfte verbissen gegen das Handelsmonopol, begründete den politischen Mythos des Tjaldurs als nationalem Symbol, revolutionierte das färöische Boot und baute mit der Royndin Fríða 1804 das erste eigene Segelschiff der Färöer seit der Wikingerzeit. Nólsoyar Páll gilt seitdem als der unbestrittene Nationalheld der Färöer. Er blieb 1809 zur See, als er Getreide für seine notleidenden Landsleute importieren wollte.
Nach dem Kieler Frieden vom 14. Januar 1814, in dessen Folge die dänisch-norwegische Personalunion aufgelöst wurde und Norwegen einer Personalunion mit Schweden beitreten musste, blieben die Färöer zusammen mit Island und Grönland bei Dänemark. 1816 wurde das Løgting aufgelöst und der Løgmaður abgeschafft. Der Amtmaður trat an seine Stelle und residierte von nun an in Tórshavn. Die Färöer waren somit bis 1948 ein eigenes dänisches Amt. Dieser Status galt offiziell ab 1821, als Emilius Løbner endgültig zum Verwaltungschef der Inseln avancierte. Zu dieser Verwaltung gehörten die Ämter des Propstes, Richters, Steuereintreibers und bis 1856 auch des Chefs des Monopolhandels. Diese Leute waren nunmehr meist Dänen, während vorher viele dieser und vergleichbarer Posten von Färingern bekleidet wurden. Eine Hauptursache hierfür war, dass es zu jener Zeit nur wenig ausgebildete Färinger gab, die für solche Ämter in Frage gekommen wären.
Während Jens Christian Svabos Schriften nach wie vor unveröffentlicht blieben, erlangte der dänische Pfarrer und Botaniker Hans Christian Lyngbye besondere Bedeutung, als er 1817 die Inseln besuchte und bei Svabo Färöisch lernte. Auch Lyngbye erkannte den Wert der alten Sprachdenkmäler in Form der Balladen und stellte zusammen mit Pastor Johan Henrik Schrøter das erste Buch in färöischer Sprache fertig, das 1822 erschien: Færøiske Qvæder om Sigurd Fofnersbane og hans Æt. Die färöische Literatur erlebte ihre offizielle Geburtsstunde. Bis Ende 2002 lagen 4306 Buchtitel in dieser kleinsten germanischen Sprache vor.

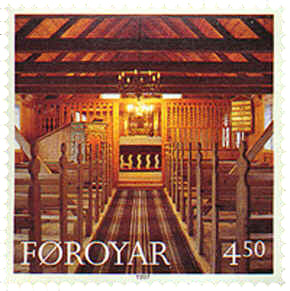
Die typisch färöische Holzkirche in Hvalvík stammt aus dem Jahr 1829. Sie begründete den Ruhm einer ganzen Handwerkergeneration, die 13 weitere solcher Kleinode schuf.

Im Zeitraum von 1829 bis 1847 wurden die 14 berühmten färöischen Holzkirchen errichtet, von denen heute noch 10 existieren. Sie sind Zeugnisse der damaligen Volkskunst, da die Baumeister „gewöhnliche“ Zimmerer und Bootsbauer waren, die die Kirchengebäude auf ihre Art mit Schnitzereien verzierten.

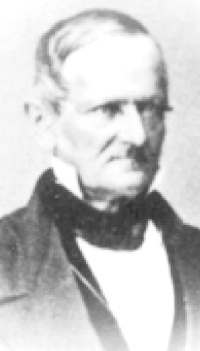
Christian Pløyen lebte von 1830 bis 1847 auf den Färöern. Er gilt bei den Einheimischen noch heute als der fähigste und beliebteste dänische Amtmann, der sich über seine Pflichten hinaus für ihre Belange engagierte. Und: Er brachte sich Färöisch bei.

Mit der Märzrevolution 1848 in Dänemark wurde dort von König Frederik VII. der Absolutismus abgeschafft. Eine verfassunggebende Versammlung trat in Kopenhagen zusammen, wo die Färöer vom engagierten Ex-Gouverneur Christian Pløyen vertreten wurden. Obwohl Däne, vertrat er den Standpunkt der meisten Färinger, wie zum Beispiel die Aufhebung des Monopolhandels. Damit hatte er aber keinen Erfolg. Am 24. November wurden die Färöer der Islandabteilung des dänischen Innenministeriums unterstellt. In der dänischen Verfassung vom 5. Juni 1849 war geregelt, dass sie zwei Abgeordnete ins Folketing entsenden. Dass es auf den Färöern keine Volksabstimmung zur Annahme dieser Verfassung gab, sollte für nachhaltigen Unmut in der aufkommenden Nationalbewegung sorgen und gilt bei vielen noch heute als ein Grundmakel der Geschichte. Diese Verfassung trat 1850 auf den Färöern in Kraft. 1851 wurden das erste Mal färöische Abgeordnete ins Folketing gewählt.

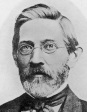
Niels Winther (1822–1892) gilt als der erste moderne Politiker der Färöer.

Der erste färöische Abgeordnete im Kopenhagener Oberhaus war der Jurist Niels Winther. Er setzte sich dort vehement für die Wiedereinrichtung des Løgtings ein. Am 26. März 1852 unterschrieb Frederik VII. das entsprechende Gesetz zur Rehabilitierung des Løgtings. Damals hatte das Løgting allerdings nur beratende Funktion. Der Gouverneur hatte die exekutive Gewalt auf den Inseln und die Gesetze wurden vom dänischen Reichstag beschlossen. Seit 1854 wird das Løgting vom färöischen Volk gewählt.
Am 1. Januar 1856 wurde der Monopolhandel aufgehoben, der seit 1529 existierte. Färöische Handelshäuser traten nun in Konkurrenz zu den etablierten in Kopenhagen, Schleswig-Holstein und Hamburg. Die Färöer entwickelten sich so innerhalb von 50 Jahren von einer Jahrhunderte alten und isolierten Agrargesellschaft im Nordatlantik zu einer modernen Fischereination.
Bereits 1832 gründete der damalige Gouverneur Fritz Tillisch die Sparkasse der Färöer (seit 2006 Eik Banki).

## Nationale Bewegung

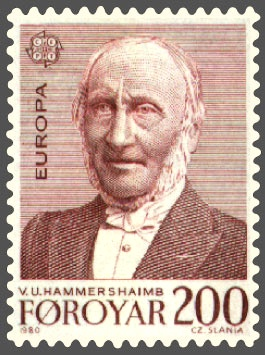
Sprachforscher, Theologe und Politiker im 19. Jahrhundert: V. U. Hammershaimb

### Zweite Hälfte des 19. Jahrhunderts
Ab 1846 entstand durch das Wirken des Sprachforschers V. U. Hammershaimb die neufäröische Schriftsprache auf etymologischer Grundlage. Bis dahin wurde das Färöische mündlich in den eigenen Balladen überliefert. Hammershaimb und seine Nachfolger begründeten die färöische Literatur und erschlossen alte Sprachdenkmäler.

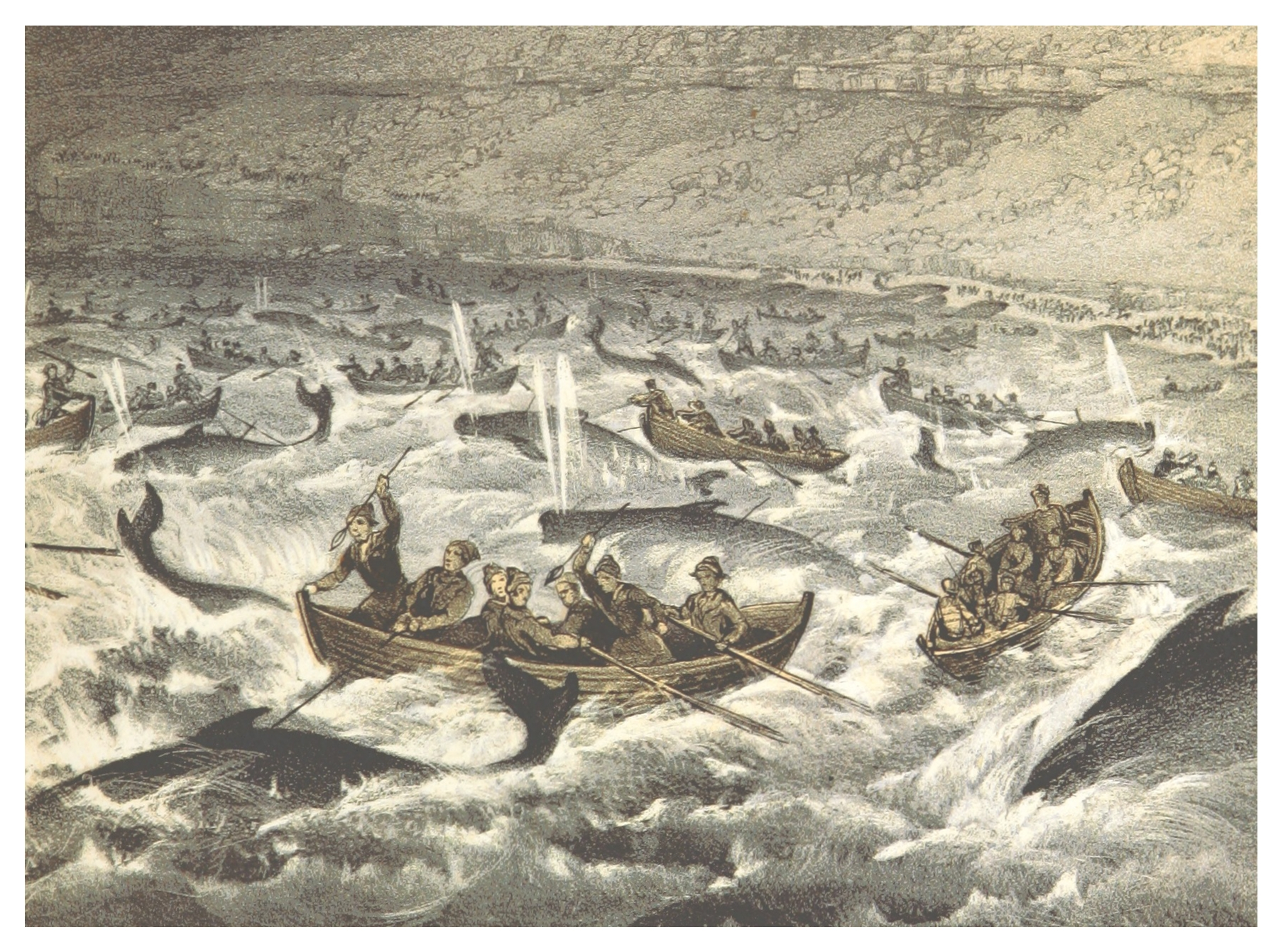
Was die beiden britischen Gentlemen der Maria-Expedition wohl nicht wussten: Über ihr Grindwalfang-Abenteuer am 16. Juni 1854 in Vestmanna wurde selbstverständlich Buch geführt. Diese Statistik bestätigt genau das, was diese frühen Touristen in ihrem Tagebuch beschrieben. Der Reisebericht ist eine authentische Momentaufnahme der Färöer in einer historischen Umbruchphase.

1852 erschien unter der Federführung von Niels Winther die erste färöische Zeitung Færingetidende, die aber schon nach neun Nummern wieder verboten wurde, weil sie gegen den Monopolhandel und den Amtmann wetterte. Die schlussendliche Aufhebung des Monopolhandels über die Färöer am 1. Januar 1856 setzte aber eine Entwicklung in Gang, die nicht mehr aufzuhalten war. Die Färinger fingen an, selbständig Hochseefischerei und Fernhandel zu betreiben, traten in Kontakt zur Außenwelt. In den folgenden einhundert Jahren konstituierte sich die färöische Nation, bis sie 1948 als solche von Dänemark anerkannt wurde – allerdings in einem bis heute völkerrechtlich unklaren Zustand.
1861 wurde die erste weiterführende Schule der Färöer (realskúlin) in Tórshavn errichtet. 1866 wurde die Kommune Tórshavn gegründet und die Stadt damit gleichzeitig offizielle Hauptstadt des dänischen Amtes. 1870 folgte das Lehrerseminar (læraraskúlin). 1872 bekamen die Färöer ihren ersten eigenen Fischkutter, eine britische Schaluppe, die Ära der Schaluppenfischerei sollte bis in die 1950er Jahre dauern. Im selben Jahr trat die Kommunalverfassung für die Färöer in Kraft und die allgemeinbildende Schule wurde Standard im ganzen Land.
Am 5. Januar 1878 erschien die erste Ausgabe der Zeitung Dimmalætting („Morgendämmerung“). Von einer vierseitigen Wochenzeitung entwickelte sie sich zu der heutigen großen Tageszeitung. Den Namen erhielt sie von V. U. Hammershaimb.

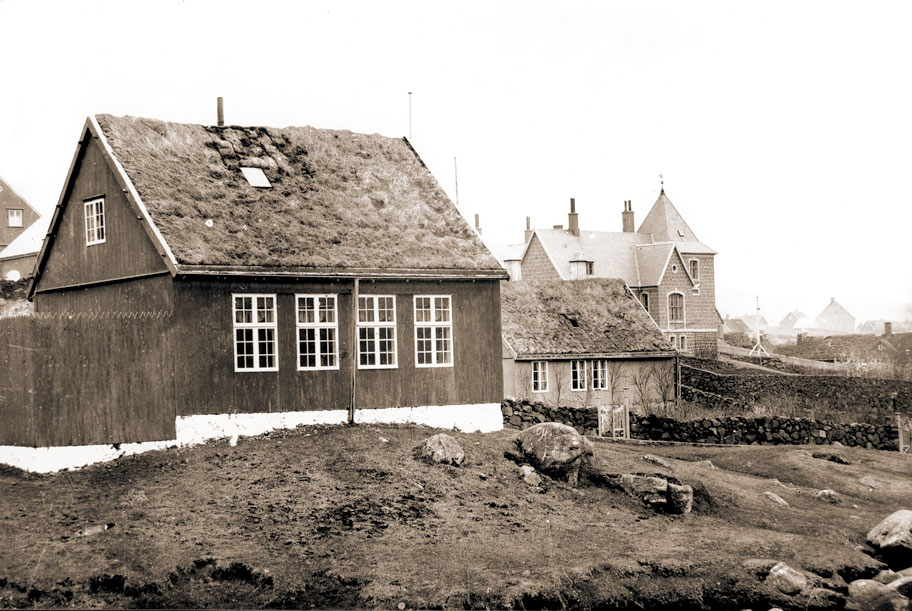
Das Løgtingsgebäude 1906, ein typisch färöisches Holzhaus mit Grasdach. Im Hintergrund die Residenz des Amtmaðurs, ein Steinhaus aus färöischem Basalt. Die Treppe des Folketingsgebäudes in Kopenhagen ist übrigens auch aus färöischem Basalt gefertigt.

Am 6. Mai 1883 eröffnet nach vielen Jahrzehnten des Wartens die erste Apotheke der Färöer. Ihr Chef ist über 30 Jahre Olaf Finsen.
Gegen Ende des 19. Jahrhunderts gab es immer mehr gut ausgebildete Färinger, die in Kopenhagen eine kleine Enklave von Studenten bildeten. 1881 wurde dort die erste nationale Vereinigung der Färinger gegründet. Auf dem Weihnachtstreffen der Färöer 1888 konstituierte sich auch auf den Inseln die Nationalbewegung im Kampf um die eigene Sprache und nationale Unabhängigkeit. Erstes Etappenziel war die Sicherung der eigenen kulturellen Identität. Dabei besann man sich v. a. auf das eigene Wikingererbe. Zu diesem Zweck wurde der „Färingerverein“ (Føringafelag) gegründet.

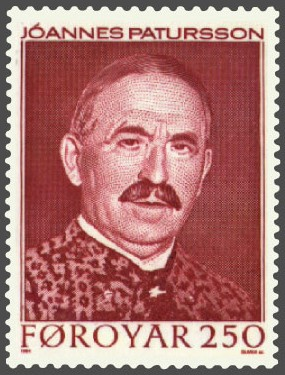
Nú er tann stundin komin til handa – Nun ist die Stunde zum Handeln gekommen. Kampflied von Jóannes Patursson (1866–1946)

1889 erschien das erste färöische Theaterstück: Veðurføst von Helena Patursson. Sie war gleichzeitig die erste Feministin des Landes und gab die erste Frauenzeitschrift, Oyggjarnar hinaus. Im selben Jahr kam auch das erste Theaterstück des Nationaldichters R. C. Effersøe heraus.
1893 wurde die Seefahrtschule eröffnet und 1896 mit dem Dampfschiff Smiril der erste Linienverkehr zwischen den färöischen Inseln eingerichtet. Die Volkshochschule der Färöer wurde 1899 von Rasmus Rasmussen und Símun av Skarði in Klaksvík gegründet. Es war die erste Bildungseinrichtung, wo Färöisch Unterrichtsfach und -sprache war. Noch heute ist sie fester Bestandteil der Erwachsenenbildung des Landes.

### Erste Hälfte des 20. Jahrhunderts
Nach einem Gesetz vom 22. März 1907 wurde auf den Färöern zum 1. Januar 1908 die Greenwich Mean Time eingeführt. Zuvor galt die Mittagssonnenzeit von Tórshavn, die 27 Minuten früher liegt. 1907 wurde auch auf Drängen der vielen christlichen Gemeinschaften die Alkoholprohibition auf den Färöern eingeführt. Die Färöer sollen über Jahrzehnte das trockenste Land Europas werden. Erst 1992 wurde das Verbot wieder gelockert.
Zwischen 1900 und 1920 stieg die Bevölkerungszahl der Färöer von 15.000 auf über 21.000, und die Fischereiflotte von 87 auf 144 Schiffe. Bis zum Ersten Weltkrieg herrschte eine wirtschaftlich günstige Periode.
Am 10. Dezember 1903 erhielt mit Niels Ryberg Finsen der erste und bisher einzige Färinger einen Nobelpreis (für Medizin). Kurze Zeit später wurde in seiner Geburtsstadt Tórshavn der Nyvej in Niels Finsens gøta umbenannt.
Ab 1906 wurde die Nationalbewegung zunehmend politisch, als sich die beiden ersten politischen Parteien der Färöer bildeten. Fortan entwickelte sich das färöische politische Koordinatensystem, wo man nicht nur zwischen Links und Rechts unterscheidet, sondern auch zwischen rigsfælleskab und løsrivelse – Zugehörigkeit zum Königreich Dänemark vs. Errichtung eines souveränen Nationalstaates. Am 24. April 1918 konnte die Sjálvstýrisflokkurin (Unabhängigkeitspartei) erstmals die absolute Mehrheit im Løgting erringen. In diesem Jahr entstand auch die erste Autostraße auf den Färöern, die zwei Orte miteinander verband: Skopun und Sandur auf Sandoy.

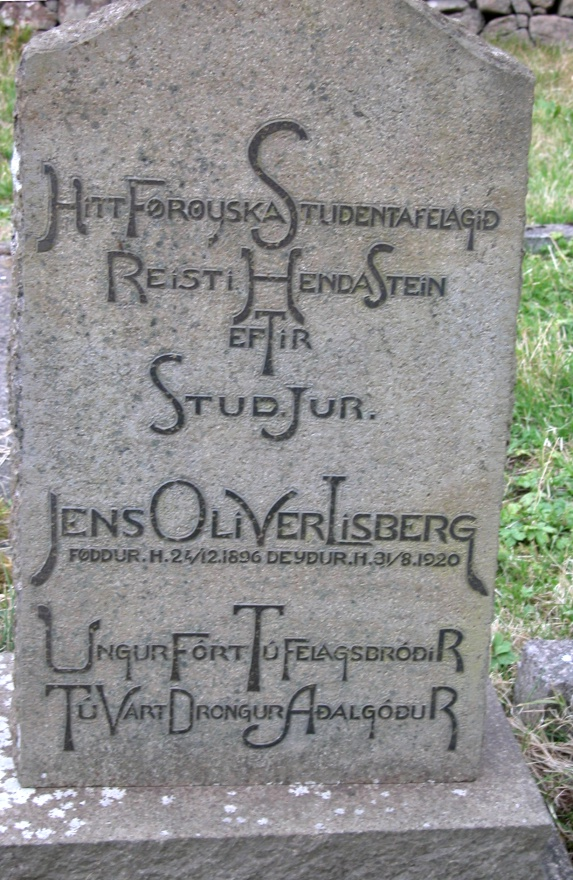
Im Alter von nur 23 Jahren verstarb der färöische Jurastudent Jens Olivur Lisberg. Er ist als Vater des Merkið unvergessen. Auf dem Gedenkstein in Fámjin heißt es wörtlich: Du warst ein edelguter Junge

Am 22. Juni 1919 hisste Jens Olivur Lisberg die erste Flagge der Färöer in seinem Heimatort Fámjin. Er hatte sie zusammen mit Studienkameraden in Kopenhagen entworfen. Noch immer hängt dieses erste Merkið in der Kirche zu Fámjin.

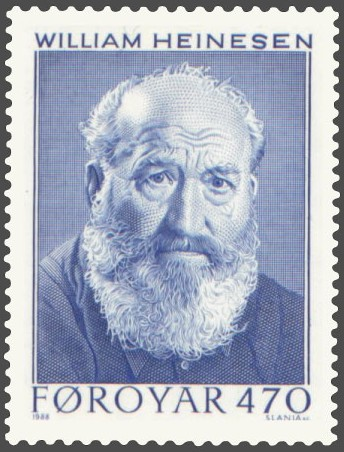
William Heinesen (1900–1991) ist der bekannteste Färinger in der Weltliteratur. Er schrieb zwar auf Dänisch, war aber zeit seines Lebens einer der einflussreichsten Männer im nationalen Kulturbetrieb der Färöer.

Auf dieser politischen Ebene wurde wiederum zuerst ein kultureller Kampf geführt: der färöische Sprachstreit. Bereits am 26. Mai 1929 wurde die Kirche zu Gjógv auf Färöisch geweiht. Am 13. Dezember 1938 wurde Färöisch offiziell als Unterrichtssprache an den Schulen anerkannt, am 13. März 1939 folgte die Einführung als Kirchensprache. Die färöische Literatur trug durch ihre Protagonisten, Männer wie Jóannes Patursson, Sverri Patursson, Janus Djurhuus, Hans A. Djurhuus, Heðin Brú, Poul F. Joensen entscheidend dazu bei, dass der Sprachenstreit durch die Macht des Faktischen entschieden wurde.
Die färöische bildende Kunst etablierte eine eigene Sicht auf die monumentale Natur der Inselwelt. Maler wie Sámal Mikines, und etwas später Ingálvur av Reyni und Zacharias Heinesen schufen eine eigene Bildsprache, die internationale Achtung fand.
William Heinesen (1900–1991) war der wohl bedeutendste färöische Kulturschaffende des 20. Jahrhunderts. Er schrieb Bücher, die in alle Weltsprachen übersetzt wurden, Theaterstücke, zeichnete Karikaturen, lieferte im hohen Alter noch Scherenschnitte usw. Er nahm einen erheblichen fördernden Einfluss auf seine Landsleute, organisierte Kunstausstellungen und Konzerte. Als 1960 und erneut 1977 Gerüchte kursierten, er sei für den Literaturnobelpreis nominiert, lehnte er ihn im Vorfeld mit der Begründung ab, dass ihn ein Färinger verdient hätte, der auch auf Färöisch und nicht, wie er, auf Dänisch schreibt. In den 1980er Jahren nahm er seine Aussage zurück und bekam 1987 den Nordischen Preis der Schwedischen Akademie, „von dem man sagt, dass ihn diejenigen bekommen, die den Nobelpreis nicht bekommen“.
1923 wurde das Løgting vollständig demokratisiert, indem ihm künftig weder der Gouverneur noch der Probst automatisch angehören sollten und es seinen Vorsitzenden selber wählen konnte – bis heute. Am 23. Januar 1928 wurde mit der Javnaðarflokkurin die Sozialdemokratische Partei der Färöer gegründet. Sozialdemokraten wie Petur Mohr Dam und später sein Sohn Atli Dam zählten in der Folge zu den Schwergewichten in der färöischen Politik. Bereits seit 1927 erscheint mit dem sozialdemokratischen Sosialurin die zweitgrößte Zeitung des Landes.
1927 konnten die Färinger erfolgreich bei der dänischen Regierung durchsetzen, dass ihre überlebenswichtige Fischerei vor Grönland mit Føroyingahavn („Färingerhafen“) einen Stützpunkt erhielt. Bald sollte diese erste und einzige färöische Siedlung im Ausland ein großer internationaler Seehafen werden, mit auch für die Geschichte Grönlands entscheidenden Konsequenzen.
Bereits 1924 bekamen die Färinger das erste Mal Besuch von Luftfahrtpionieren mit ihren Wasserflugzeugen. Während der erste Besuch von einem Unfall überschattet wurde, bei dem ein amerikanisches Flugzeug südlich der Färöer ins Meer abstürzte, aber die Mannschaft geborgen werden konnte, war der zweite Besuch im selben Jahr erfolgreicher. Der italienische Luftfahrtpionier Locatelli wasserte am 15. August 1924 auf dem Nólysoyarfjørður und machte bei Tinganes fest. Es kam zu einem Menschenauflauf und vielen Festivitäten. Noch nie hatte man ein Flugzeug aus der Nähe gesehen. Erst 1928 bekamen die Färöer wieder Besuch, diesmal vom deutschen Pionier Wolfgang von Gronau, der auf dem Trongisvágsfjørður wasserte und in den Folgejahren häufiger die Färöer anflog. Die berühmtesten Luftfahrtpioniere waren aber Charles Lindbergh und seine Frau Anne Morrow Lindbergh 1933. Sie wasserten ebenfalls auf dem Trongisvágfjørður, und erkundeten die Nordatlantikroute. (siehe Artikel Trongisvágsfjørður)
1937 bekamen die Färöer ihr erstes Gymnasium (Føroya studentaskúli) in Tórshavn. Bis heute ist es das wichtigste Sprungbrett für die Jugend zur weiteren Ausbildung, oft zum Beispiel an der Universität Kopenhagen.
Auch aus praktischen Gründen stimmte die dänische Regierung im Jahr 1938 der Gründung des Nationalarchiv der Färöer zu, das die Verwaltungstätigkeit des abgelegenen Archipels unterstützt.

### Zweiter Weltkrieg und Autonomie

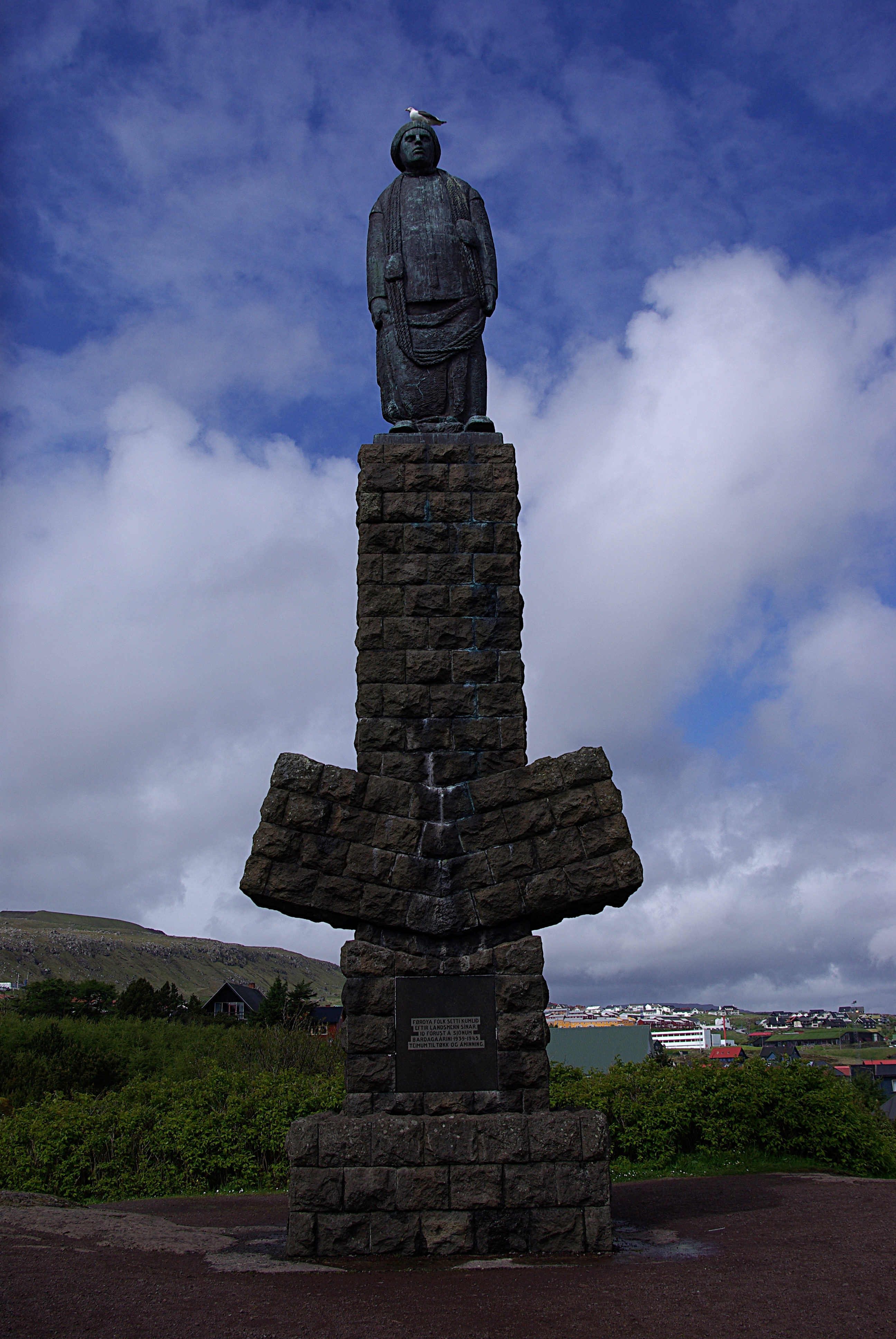
Mahnmal im Tórshavner Stadtpark für die 132 auf See gebliebenen färöischen Seefahrer und Fischer 1940–1945

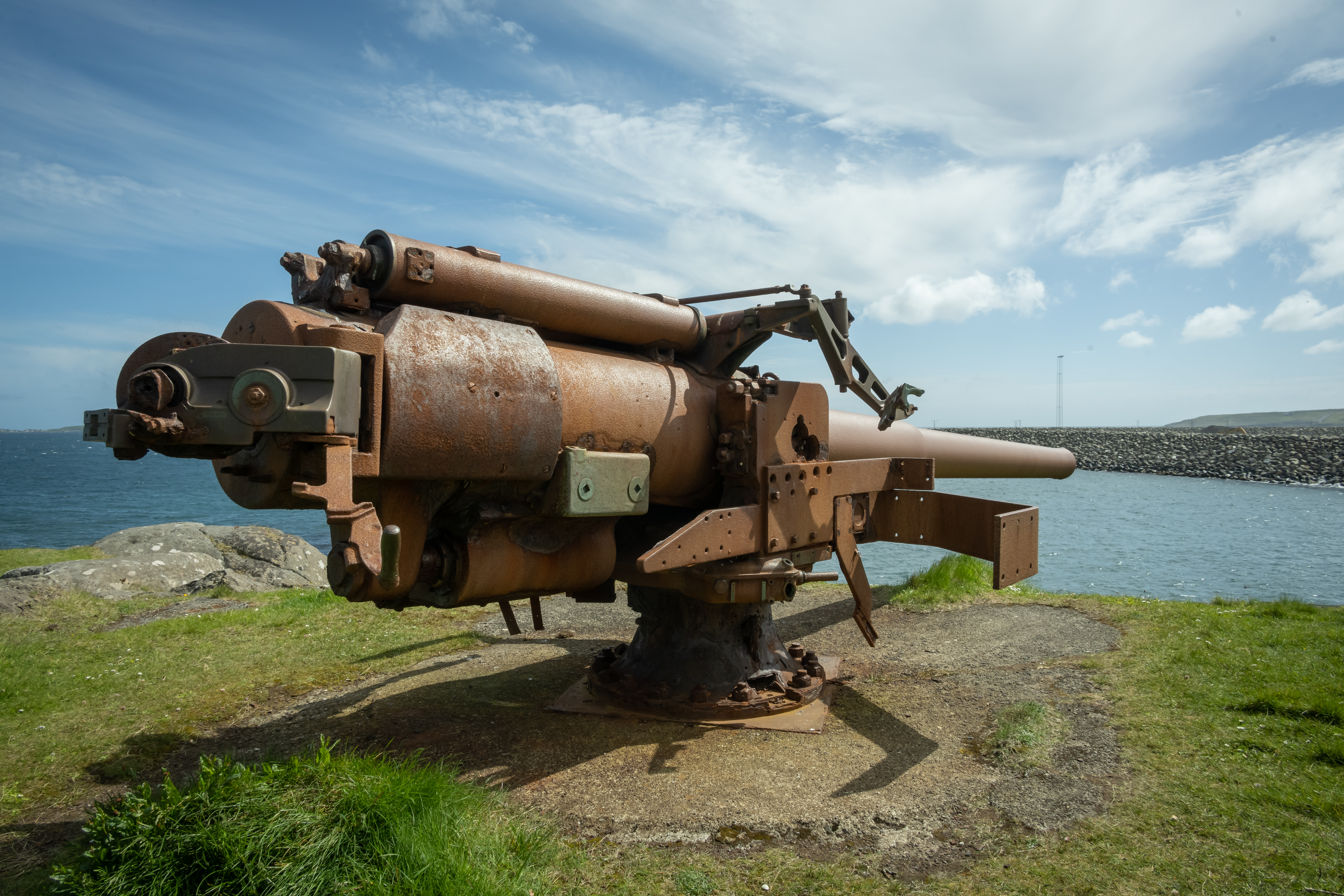
Britische Seekanone auf der Festung Skansin, dem damaligen Hauptquartier der Garnison, die bis zu 8000 Mann umfasste.

Im Zweiten Weltkrieg wurden die Färöer aus taktischen Gründen am 12. April 1940 von Großbritannien besetzt, um Deutschland zuvorzukommen. Eine Kuriosität der Geschichte ist die unbeabsichtigte Einflussnahme der Briten auf den jahrzehntelangen Streit um die Flagge der Färöer. Vielleicht haben es die Färinger dem Schaluppenskipper Hans Mikkelsen zu verdanken, dass ihre Flagge am 25. April 1940 anerkannt wurde und heute auf den Weltmeeren weht, denn er war der erste, der von den Briten gebeten wurde, etwas anderes als den (nunmehr feindlichen) Dannebrog auf See zu verwenden.
Die Briten bauten überdies den Flughafen Vágar und überließen die Regierung der Inseln ansonsten dem Løgting, das nun unvermittelt – abgeschnitten von Kopenhagen – beweisen konnte, dass sich die Färöer selber regieren können.
Der Krieg brachte es mit sich, dass die Färinger eine zentrale Rolle bei der Versorgung des britischen Marktes mit Fisch spielen sollten. Erstmals erwirtschafteten die Inseln ein eigenes beachtliches Vermögen. Dies trug mit zum Glauben bei, dass sich die Färöer in Zukunft selbständig um ihre Angelegenheiten kümmern könnten.
Am 9. Mai 1940 wurde die provisorische Regierung der Färöer eingerichtet. Die Färöer hatten nun eigene Gesetzgebungsgewalt, Gerichtsbarkeit und Währungspolitik. Am Ende des Krieges war klar, dass es kein Zurück mehr zu dem Status als dänischem Amt geben kann, so dass die provisorische Regierung am 27. Oktober 1945 von Dänemark anerkannt wurde. Am 14. September 1946 führten die Färinger eine Volksabstimmung über ihre volle Souveränität durch und sprachen sich auch bei einer Wahlbeteiligung von 66,4 % mit knapper Mehrheit (48,7 % zu 47,2 %) dafür aus. Eine zentrale Rolle spielte damals der Rebell Jákup í Jákupsstovu, der als einziger Politiker konsequent für die Loslösung eintrat. Dänemark verweigerte das, trat aber in Verhandlungen, so dass die Inseln mit dem Autonomiegesetz vom 31. März 1948 weitgehende Selbstständigkeit genießen.
Die Nation der Färinger wurde damit völkerrechtlich anerkannt, wobei es hier bis heute Interpretationsbedarf in den bilateralen Beziehungen zu Dänemark gibt. Es gibt eigene färöische Pässe, Geldscheine, Briefmarken, Autokennzeichen, und vor allem die Landesregierung der Färöer als Exekutive und das Løgting als modernes Parlament, welches sich immer mehr Kompetenzen erwarb. Alleine die Gerichtsbarkeit liegt in letzter Instanz in Dänemark, und auch Sicherheits- und Außenpolitik werden noch in Kopenhagen gemacht.
Die erste Autonomieregierung wurde 1948 nach dem neuen Gesetz gebildet und bestand aus dem unionistischen Sambandsflokkurin, dem sozialdemokratischen Javnaðarflokkurin und dem linksliberalen Sjálvstýrisflokkurin. Diese drei Parteien wurden deshalb auch Heimastýrisflokkarnir genannt – die „Autonomieregierungsparteien“. Erster Regierungschef war Andrass Samuelsen (1873–1954).

## Zweite Hälfte des 20. Jahrhunderts

### Die 1950er Jahre
Nach den Løgtingswahlen am 8. November 1950 kam es zu einer Rechtsregierung aus der konservativen Volkspartei Fólkaflokkurin und den rechtsliberalen Unionisten Sambandsflokkurin. Das war insofern bemerkenswert, als dass beide Parteien diametral entgegengesetzte Haltungen zur Loslösung von Dänemark hatten (und noch heute haben). Da aber die Autonomieregierung etabliert war, wendete man sich auch bei den Separatisten der Volkspartei anderen politischen Themen zu, so dass nunmehr die Konfliktlinie links-rechts in den Vordergrund der färöischen Politik geriet. Regierungschef wurde Kristian Djurhuus (1895–1984).
Seit 1951 gibt die Dänische Nationalbank eigene färöische Geldscheine heraus: die Färöische Krone ist im Wert 1:1 an die Dänische Krone gekoppelt.
Am 3. Dezember 1952 wurde den Färöern von Dänemark erklärt, dass sie nunmehr Teil der NATO wären. Schon vor Beitritt Dänemarks in die NATO 1949, und auch danach, beschloss das Løgting, dass die Färöer neutral bleiben sollten. Zu wichtig schien aber die strategische Lage der Färöer im Kalten Krieg. 1959 beschloss das Løgting, der NATO den Betrieb der Radarstation auf dem Sornfelli bei Mjørkadalur und der LORAN-C-Station in Eiði zu gestatten.
Am 5. Juni 1953 trat das neue dänische Grundgesetz in Kraft. Seitdem bildet es zusammen mit dem Autonomiegesetz von 1948 die Verfassung der Färöer. Weiterhin werden mindestens zwei Abgeordnete ins Folketing entsandt und der dänische König bzw. die dänische Königin ist Staatsoberhaupt der Färöer.
Die Løgtigswahlen am 8. November 1954 ergaben einen Wahlerfolg des linksrepublikanischen Tjóðveldisflokkurin, der nun sechs statt zwei Sitze im Parlament hatte. Vorsitzender war Erlendur Patursson, der gleichzeitig als Vorsitzender des Fischerverbandes der Färöer (Føroya Fiskimannafelag) ein Führer der Fischerstreiks 1953 und 1954 war. Trotz des Erfolgs der Linken konnte die Rechtsregierung von 1950 unter Kristian Djurhuus weitermachen, diesmal aber mit Hilfe des eher linksliberalen Sjálvstýrisflokkurin als drittem Koalitionspartner.
Der Aufstand von Klaksvík 1955 entzündete sich an dem vergleichsweise banalen Streit um den dortigen Chefarzt Olav Halvorsen, einen Dänen, dem vorgeworfen wurde, während der Besatzungszeit in Dänemark mit den Nazis zusammengearbeitet zu haben, und der daher seitens der dänischen Behörden ausgetauscht werden sollte – zugunsten eines Färingers. Ironie der Geschichte: Ausgerechnet die Klaksvíkinger, die als Hochburg der Unabhängigkeitsbewegung gelten, weigerten sich militant gegen diesen Eingriff, der eigentlich einem Landsmann zugutegekommen wäre. Anstelle einer militärischen Konfrontation (der Klaksvíker Hafen war bereits vermint, die Einwohner mit Gewehren bewaffnet, 120 Mann dänische Elitepolizei unterwegs), kam es im Mai zu einem nur vorläufigen Kompromiss.
Damit war der Aufstand allerdings nicht beendet, er eskalierte nochmals für einige Tage Ende September bis Anfang Oktober 1955 und schließlich nach der Verurteilung der Rädelsführer im November mit dem Attentat auf Ministerpräsident Kristian Djurhuus, das jener aber körperlich unverletzt überstand.
Bei den Løgtingswahlen am 8. November 1958 errangen die Linksparteien Tjóðveldisflokkurin und Javnaðarflokkurin das bisher einzige Mal in der färöischen Geschichte die Hälfte der Løgtingsmandate (7 + 8 von 30). Dennoch konnten sie keine Regierung bilden, und es gab wieder die „Autonomieregierungs“-Konstellation von 1948 aus Sozialdemokraten, Unionisten und Selbständigkeitspartei. Regierungschef wurde Petur Mohr Dam (1898–1968).

#### Wirtschaft

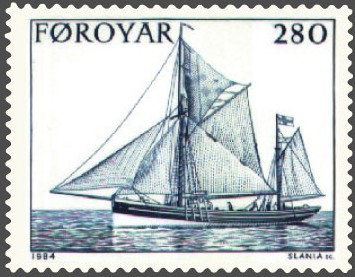
Noch bis in die 1950er Jahre wurde mit solchen Schaluppen gefischt.

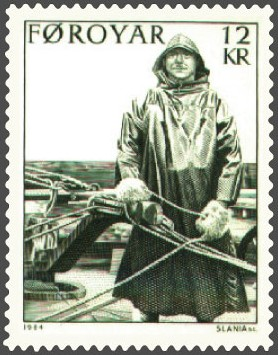
Steuermann an Bord einer Schaluppe.

Die 1950er Jahre bedeuteten das Ende des enormen wirtschaftlichen Wachstums der 1940er Jahre durch die kriegsbedingten Profite auf dem britischen Fischmarkt. Bereits Ende der 1940er Jahre stagnierten die Fischpreise, und das angesparte Guthaben wurde zur Erneuerung der Fischereiflotte benötigt. Erschwerend kam hinzu, dass durch den Koreakrieg die Weltmarktpreise für Rohstoffe und Industriegüter erheblich anstiegen. Viele der färöischen Schiffe waren veraltet. Bezeichnend war auch, dass viele der Reeder sogenannte Dorfreeder (bygdarreiðarí) waren, die in erster Linie die Arbeitsplätze des Dorfes im Auge hatten aber keine Erfahrungen im Schiffsmanagement und auch kein Kapital, um gegen die ausländische Konkurrenz standzuhalten. So ging die große Mehrheit dieser Dorfreeder in Konkurs.
Die Sjóvinnubankin („Seewirtschaftsbank“) finanzierte damals den größten Teil der Fischereiwirtschaft. Somit war die Bank unmittelbar betroffen, wenn kleine Reeder und andere Fischereibetriebe zahlungsunfähig wurden. Hinzu kam eine ausgeprägte Vetternwirtschaft in der Bank. Man kümmerte sich bei Kreditvergaben wenig darum, in welchem Zustand die Schiffe waren und welche Erfahrungen die Dorfreeder hatten, und das Management bediente sich selbst mit Krediten für ihre eigenen Fischereiunternehmen. So musste die Sjóvinnubankin 1951 und 1952 Konkurs anmelden. Die Regierung nahm sich der Sache an, und die Verantwortlichen wurden zu Gefängnis- und Geldstrafen verurteilt.
Danach wurde die Sjóvinnubankin wieder mit Millionenkrediten und Einlagen neu aufgebaut. Der Großteil kam aus dem dänischen Haushalt. Aber auch der Marshallplan spielte eine wichtige Rolle für den Wiederaufbau der färöischen Wirtschaft. Von den 1,2 Milliarden Kronen, die Dänemark bekam, gingen 10 Millionen an die Färöer. Damit wurde eine neue Flotte finanziert, aber zum Beispiel auch das Wasserkraftwerk in Vestmanna.
Die Färöer fingen nun auch im großen Stil mit der Heringsfischerei im Nordmeer an.

#### Soziales
Mit der Autonomie 1948 wurde direkt die öffentliche Versorgung, die Sozialversicherung und die Unfallversicherung vom färöischen Staat übernommen. Damals wurden etwa 1/7 des Landeshaushalts für Sozialausgaben verwendet (heute sind es 1/3).
Die meiste Zeit der 1950er Jahre war die färöische Gesellschaft in einer ernsthaften Krise. Durch die Konkurse der Reeder und Fischereibetriebe wurden 1000 Menschen arbeitslos. Es gab keine Arbeitslosenhilfe, und entsprechend groß war die Not derjenigen, die selber sehen mussten, wie sie über die Runden kommen. Viele emigrierten nach Dänemark, Island oder Norwegen. Viele von denen, die nach Dänemark gingen, nahmen ihre Familien mit und kamen nie wieder auf die Färöer zurück.
Ende der 1950er Jahre kam es wieder zu einem Aufschwung. Dadurch änderte sich auch das Bewusstsein der Färinger. Ging es zuvor darum, einfach nur zu überleben, wünschte man sich nun ein besseres Leben. Die Gewerkschaften stellten nun weitergehende Forderungen. In Streiks kämpfte man um höhere Löhne. Es wurden eine Alters- und Invalidenrente und andere soziale Sicherungssysteme eingeführt.
Die Einführung des Sozialstaats wird auch als Folge des oben genannten Klaksvík-Aufstands und des Kalten Krieges gewertet. Die USA machten danach Druck auf Dänemark, die Lage auf den Färöern zu verbessern, weil man dort nicht nur nationale Unabhängigkeitsbestrebungen, sondern auch soziale Missstände als Ursache für die Unruhen ausmachte.

#### Kultur
Die färöische Literatur wandelte sich ebenfalls unter dem Eindruck des Kalten Krieges. War sie in den 1930er und 1940er Jahren sozialrealistisch, so fand nun in den 1950er Jahren eine „innere Emigration“ statt, die Autoren wie Karsten Hoydal, Jens Pauli Heinesen, William Heinesen und nicht zuletzt Regin Dahl zu eher psychologischen Betrachtungen der Gesellschaft führte.
Das Geistesleben jener Zeit war von harten ideologischen Auseinandersetzungen geprägt. Wer in die sozialistischen Länder reiste und mit positiven Berichten zurückkam, konnte damit rechnen, in den färöischen Zeitungen als besonders „unfäröisch“ bezeichnet zu werden.
In den 1950er Jahren verhärtete sich auch der Streit um die Rechtschreibung der färöischen Sprache. Schließlich wurden 1954 vom Løgting die endgültigen Rechtschreibregeln beschlossen.
1957 wurde mit Útvarp Føroya der erste nationale öffentlich-rechtliche Rundfunksender gegründet. Ein Løgtingsgesetz regelt seine Kompetenzen. Das Radio wurde sofort Allgemeingut im Volk und wurde ein einendes Band zwischen allen Färingern, die nun erstmals alle die gleichen Informationen hatten. Mit dem Radio kam auch Schwung in das färöische Musikleben. Es erschienen färöische Langspielplatten und man schuf so mit Liedern wie Eitt sunnukvøld í plantaguni … („Ein Sonntagabend im Stadtpark …)“ und Hvønn ein mánadag … („Jeden Montag …“) die ersten Evergreens der modernen färöischen Populärmusik.
In den 1950er Jahren erlebten die Plymouth Brethren (Brüdergemeinden) einen erheblichen Anstieg und waren nun sehr stark im Vergleich zu anderen nordischen Ländern.

### Die 1960er Jahre
Die 1960er Jahre waren geprägt von der Etablierung einer Wohlfahrtsgesellschaft auf den Färöern. Sie erlebten ein großes Wachstum sowohl im Export als auch in der finanziellen Unterstützung aus Dänemark. Dadurch wurden radikale politische Forderungen stark abgemildert und eine allgemeine Entpolitisierung war die Folge.
Nach den Wahlen am 8. November 1962 zeichnete sich zunächst eine Linkskoalition aus Javnaðarflokkurin (8 Sitze) und Tjóðveldisflokkurin (6 Sitze) ab. Zusammen hätten sie als Minderheitsregierung 14 von 29 Sitzen gehabt. Ein Koalitionsvertrag war bereits ausgehandelt, aber trat nicht in Kraft. Stattdessen bildete Fólkaflokkurin unter Hákun Djurhuus (1908–1987) die sogenannte „Selbständigkeitsregierung“ (Sjálvstýrislandstýrið) mit dem Tjóðveldisflokkurin, der damit erstmals in Regierungsverantwortung geholt wurde. Aber außer einer ausgeprägten separatistischen Rhetorik geschah nichts Wesentliches in diese Richtung. Die Historiker Petur Martin Rasmussen und Hanus A. Samuelsen meinten in Føroya Søgu (1965), dass der Hauptgrund für den Stillstand war, dass man sich unter den Regierungspartnern nicht über die Finanzierung der Übernahme dänischer Institutionen einig werden konnte.
Nach den Wahlen am 8. November 1966 erschien eine Regierungsbildung zunächst aussichtslos, aber man einigte sich auf das alte Muster der Hemstýrisflokkarnir (Sozialdemokraten, Unionisten, Selbständigkeitspartei).
Der erste Tunnel der Färöer wurde 1963 auf Suðuroy eröffnet. Er verbindet den Hauptort Tvøroyri mit Hvalba im Norden. Die Zahl der Tunnel beläuft sich inzwischen auf knapp 20.
Bereits 1959 erklärten die Färöer die Ausweitung der Hoheitsgewässer auf eine 12-Seemeilenzone, die von der Küstenlinie aus gemessen wurde. Großbritannien bekam eine Sondergenehmigung, die ihnen für 3 Jahre erlaubte, bis zur 6-Seemeilengrenze fischen zu dürfen, diese Regelung konnte jeweils mit Jahresfrist gekündigt werden. Obwohl die Briten protestierten und mit Sanktionen gegen die Färöer drohten, richteten diese 1964 die 12 Seemeilenzone ausgehend von einer begradigten Basislinie ein. Als Konsequenz führte Großbritannien Quoten für färöischen Eisfisch ein.
1968 folgte die Aufnahme der Färöer in die EFTA.

#### Wirtschaft

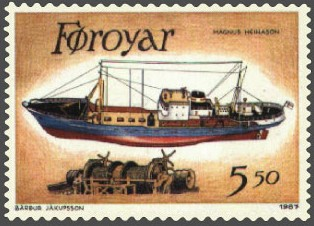
Der Trawler Magnus Heinason von 1961

Das Wirtschaftswachstum der 1960er Jahre beruhte zum großen Teil auf dem Marshallplan. Die alten Schaluppen und Schoner wurden zugunsten von modernen Trawlern ausgetauscht. Damit war eine Ganzjahresfischerei möglich geworden. Am meisten wurde in die Leinenfischerei vor Grönland investiert. Die in den 1950er Jahren angefangene Heringsfischerei versechsfachte sich in den Jahren 1963–1967. Fischfabriken wurden gebaut, aber 1970 waren die Heringsbestände überfischt. Es entstanden neue Arbeitsplätze an Land, und der Export stieg 1960–1969 um 100 %.
Im selben Zeitraum wuchs der dänische Zuschuss um 394 %, zumal man dort der Auffassung war, dass auch die Außengebiete des Königreichs vom neuen Wohlfahrtsstaat profitieren sollten. 1965/66 stammten 45 % der auf den Färöern investierten öffentlichen Gelder vom dänischen Staat.

#### Soziales

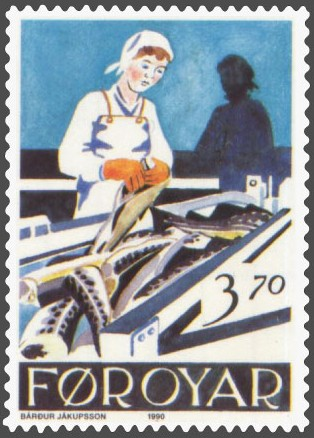
Die Fischindustrie schuf neue Arbeitsplätze für Frauen, die immer mehr auf den Arbeitsmarkt drängten.

Die 1960er Jahre bedeuteten einen erheblichen Anstieg des Lebensstandards der Färinger. 1958–1973 verdoppelten sich die Reallöhne der Arbeiter.
Die Frauen begannen, Forderungen nach besserer Behandlung zu stellen, aber gingen noch nicht so weit, Gesellschaftsänderungen und Teilhabe an der politischen Macht zu verlangen. Frauen strömten aber immer mehr auf den Arbeitsmarkt. Auf den Dörfern arbeiteten sie in den Fischfabriken, und in Tórshavn in der Verwaltung.
Das Wirtschaftswachstum führte zu einem Ausbau des Gesundheits-, Bildungs- und Sozialwesens. Es wurden das Landeskrankenhaus gebaut, das Lehrerseminar (pädagogische Hochschule) eingerichtet, das Gymnasium in Hoydalar erweitert, die Universität der Färöer (Fróðskaparsetur Føroya 1965) gegründet, das Kunstmuseum der Färöer (1970) eröffnet, die Christianskirche (1963) in Klaksvík gebaut usw.
Die Beschäftigung der Frauen auf dem Arbeitsmarkt und die Ganzjahresfischerei führten zu einer Wanderungsbewegung von den Dörfern nach Tórshavn. Das alte ländliche Dorfbild verschwand immer mehr, und die Haushalte bekamen Annehmlichkeiten wie Toiletten, Elektroherde, Küchengeräte und Tiefkühltruhen.
Trotz des Wirtschaftswachstums war in der färöischen Gesellschaft nicht Platz für alle. Viele junge Leute wanderten nach Dänemark aus, die meisten von ihnen Mädchen im Alter von 15–19 Jahren. Nur wenige von ihnen kamen wieder zurück, und so gab es bald mehr Männer als Frauen auf den Färöern. Eine Ursache hierfür war, dass der Dienstleistungssektor auf den Färöern noch unterentwickelt war, wo es Arbeitsplätze für die jungen Frauen gegeben hätte. Hinzu kam die mangelnde Unterstützung alleinerziehender Mütter und ein gesellschaftliches Klima, in dem Frauen nicht zugetraut wurde, für sich selber zu sorgen.

#### Kultur

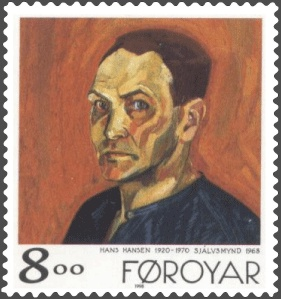
Hans Hansen, Selbstporträt, 1966.

In den 1960er Jahren entwickelte sich die bildende Kunst der Färöer. Das hing unter anderem damit zusammen, dass der Ruhm von Sámal Mikines mithalf, Vorurteile gegenüber der „brotlosen Kunst“ abzuschaffen. Der Bau der Kunstgalerie (später Kunstmuseum) der Färöer war ein Zeichen für die Förderung seitens der Landesregierung.
1965 wurde die Universität eingerichtet. Zunächst wurde nur die färöische Sprache unterrichtet, aber sie sollte eine richtige Universität werden. Heute ist jeder färöische Lehrer Absolvent dieser Universität.
Färöische Literatur in der Muttersprache wurde immer selbstverständlicher. Der Modernismus und Neorealismus breiteten sich in der Prosa und Lyrik aus, und es wurde üblich, auch internationale Themen in der Literatur zu behandeln, wie zum Beispiel die drohende Gefahr eines Atomkrieges, der Vietnamkrieg oder die Jugendrevolten.
Es kamen neue Zeitschriften heraus, und die meisten Parteien hatten ihre eigenen Zeitungen. In Kopenhagen erschienen die Zeitungen Oyggjaframi, Oyggjaskeggi und die Zeitschrift Fjølnir.
1963 wurde die Volkskirche ein Unterbistum. Zuvor war sie 400 Jahre lang eine Propstei.
Das Musikleben blühte in den 1960er Jahren auf. In den meisten Dörfern gab es eigene Bands, die sich an den großen Vorbildern der britischen und amerikanischen Rockmusik orientierten. Es gab aber auch Gruppen, die auf Färöisch sangen, wie die legendären Faroe Boys und Tey á Kamarinum.

### Die 1970er Jahre

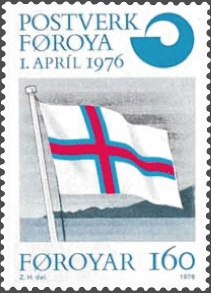
Erste Briefmarke des Postverk Føroya von 1976. Abgebildet ist Merkið, die Flagge der Färöer. Gezeichnet wurde die Briefmarke von Zacharias Heinesen.

Bei den Løgtingswahlen am 7. November 1970 ergab sich keine große Änderung, und die alte Koalition der Heimastýrisflokkarnir (Sozialdemokraten, Unionisten, Selbständigkeitspartei) wurde fortgesetzt.
1970 erhielten die Färöer eine eigene Repräsentation im Nordischen Rat. Seitdem weht die Flagge der Färöer dort gleichberechtigt neben denen der anderen Nationen Skandinaviens.
Als Dänemark 1972 der Europäischen Gemeinschaft beitrat, verweigerten die Färöer per Volksabstimmung 1973 und Løgtingsbeschluss 1974 diesen Schritt. Dieser Status gilt bis heute. Grund dafür ist die alleinige Abhängigkeit der Wirtschaft von der Fischerei, insbesondere in den eigenen Hoheitsgewässern.
Nach der Wahl am 7. November 1974 bildete sich eine zuvor nie dagewesene Koalition aus Sozialdemokraten, Volkspartei und Republikanern. Die Regierung setzte sich für eine verstärkte Übernahme von Kompetenzen ein, die noch bei Dänemark lagen. 1975 ging die Zuständigkeit für die Sozial- und Bildungspolitik von Dänemark an die färöische Regierung.
1976 wurde Postverk Føroya gegründet und somit das Postwesen von Dänemark übernommen. Seitdem gibt es eigene Briefmarken – ein nicht unwesentlicher Exportfaktor und Kulturvermittler. Die meisten Menschen in aller Welt, denen die Färöer und ihre Kultur und Geschichte ein besonderer Begriff sind, dürften heute die Philatelisten sein.
Durch die Übernahme dieser wichtigen öffentlichen Bereiche wurde die Landesregierung der größte Arbeitgeber des Landes.
Die Ölkrise 1973 wirkte sich auch auf die Färöer aus, wo man mit dem Öl bis dahin sehr großzügig umging. Insbesondere die Fischereiflotte war davon betroffen. Hinzu kam 1975 ein Fall der Fischpreise, so dass die Flotte 1975 in einen „Streik“ trat und den Hafen von Tórshavn für 10 Tage blockierte. Die Folge war die Einrichtung eines staatlichen „Rohfisch-Fonds“ (Ráfiskagrunnurin), der zu jedem Kilo Fisch zusätzlich Geld beisteuern sollte, wenn die Preise zu niedrig waren. Im Gegenzug sollte bei hohen Fischpreisen in den Fonds eingezahlt werden. Die freie Marktwirtschaft war somit in der Fischindustrie ausgehebelt.
1976 gab es eine große Demonstration gegen die Anwesenheit der NATO auf den Färöern.

#### Wirtschaft

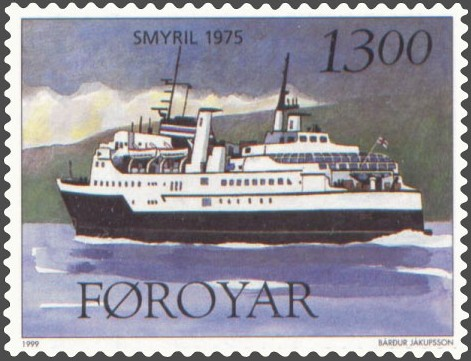
Die Smyril IV wurde 1975 in Betrieb genommen und verbesserte nicht nur die Verbindung unter den Färöern, sondern auch mit dem Ausland.

Die Jahre 1970–1973 waren in wirtschaftlicher Hinsicht die besten seit dem Krieg. Die Färöer erlebten ein sehr großes Wachstum im Export, aber die Ölkrisen 1973 und 1979 sorgten dafür, dass die Außenhandelsbilanz wieder ausgeglichen war.
Seit 1977 gilt die 200-Seemeilen-Zone um die Färöer. Damit wurde die Existenzgrundlage der Inselnation räumlich abgesichert. In der Folge wurde die Hochseefischerei weitgehend in die eigenen Hoheitsgewässer verlagert. Allerdings gab es dort eine geringere Ausbeute, und die Flotte musste den neuen Verhältnissen entsprechend umgebaut werden.
Die Landesregierung fing an, im Ausland Kredite aufzunehmen, um die immer größer werdenden Investitionen abdecken zu können. Investiert wurde in neue Schiffe und Fischfabriken, aber auch in die Infrastruktur an Land. Unter anderem wurde das SMS-Einkaufszentrum in Tórshavn gebaut, und vor allem Straßen, Tunnel und Häfen.
Die Brücke über den Sundini zwischen Streymoy und Eysturoy wurde 1973 in Betrieb genommen, was damals ein Großereignis war. Eine neue Generation der Autofähre Smyril wurde 1975 angeschafft und fuhr im Sommer sogar nach Schottland, Norwegen, Dänemark und Island.

#### Soziales
Die Färöer wurden eine Wohlfahrtsgesellschaft, und der Lebensstandard befand sich nun auf gleicher Höhe mit den skandinavischen Nachbarländern. Man schaute bis zur ersten Ölkrise optimistisch in die Zukunft.
Als Ausläufer der 68er-Bewegung formierte sich auf den Färöern die Frauenbewegung. Eine Hauptforderung war gleicher Lohn für gleiche Arbeit. 1977 wurde ein Vertrag zwischen der Gewerkschaft und dem Arbeitgeberverband ausgehandelt, dass Frauen und Männer ab dem 1. Mai 1981 gleichgestellt sein sollen.
Die Frauen kämpften auch gegen moralische Vorurteile in der färöischen Gesellschaft, die ein traditionelles Frauenbild hatte. Sie wollten ihre Selbständigkeit beweisen, egal ob sie verheiratet waren, oder nicht. Frauenvereine wurden gegründet, um für die feministische Sache zu streiten.
Im Verhältnis zu den Menschen mit Behinderungen tat sich Grundlegendes. Fast 100 Jahre lang schickte man die Behinderten nach Dänemark, aber in den 1970er Jahren fand ein Geisteswandel statt. 1971 wurde ein Verein gegründet, der sich um die Behinderten und ihre Angehörigen kümmern sollte. Zwei Jahre später kamen die ersten geistig Behinderten wieder zurück, und 1980 waren die meisten wieder daheim.
Es wurde ein System der Lohnfortzahlung im Krankheitsfall eingeführt. Geplant war, dass das Land und die Arbeitgeber gleichermaßen dafür aufkommen sollten, aber als das Gesetz in Kraft trat, war es schließlich nur noch das Land, das die Kosten zu tragen hatte.

#### Kultur

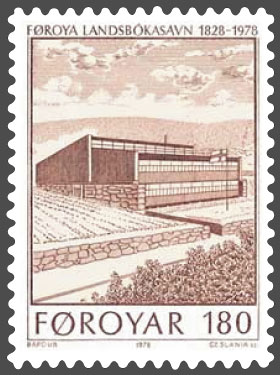
Die neue Landesbibliothek wurde 1979 eingeweiht. Sämtliches Schrifttum von den Färöern, und über die Färöer wird hier gesammelt.

In den 1970er Jahren entwickelte sich das färöische Kulturleben weiter. 1971 kamen beispielsweise 45 Bücher in färöischer Sprache heraus, und 1977 wurde die Plattenfirma Tutl von Kristian Blak gegründet, der wie kaum ein anderer das färöische Musikleben nachhaltig prägen sollte.
Es entstanden viele neue Rockgruppen, die an den Wochenenden Tanzmusik spielten. Das meiste waren englische Liebeslieder, aber es gab auch gesellschaftskritische Töne von Harkaliðið und Kári P. In Tórshavn gab es den Jazzkeller Perluni, der aber „in Verruf“ geriet und vom Stadtrat geschlossen wurde.
An den Schulen wurde das Abitur immer noch auf Dänisch gemacht, wenn die Prüfer Dänen waren und kein Färöisch konnten. 1974 forderten die Schüler in Hoydalar die ausschließliche Verwendung des Färöischen im Abitur. Das war auch soweit möglich, aber nicht bei den mündlichen Prüfungen in Sozialkunde. Zwei Schüler sprachen dennoch Färöisch und bekamen deswegen ihr Abitur nicht. Im Jahr darauf weigerten sich zwölf Schüler, ihre schriftlichen Prüfungen in Biologie auf Dänisch zu schreiben. Sie verweigerten auch die Möglichkeit, die Arbeiten übersetzen zu lassen, da sie nicht wollten, dass die Übersetzungen statt ihrer Originalarbeit bewertet werden. Auch diese zwölf bekamen ihr Abitur nicht.
Ab 1975 wurde an der Universität ein Magisterstudiengang in Färöisch angeboten, aber es wurde immer noch viel auf Dänisch geschrieben. Zum Beispiel war ein Großteil der Zeitung Dimmalætting nach wie vor auf Dänisch.
Die Literatur der 1980er Jahre war politisch links beeinflusst. Autoren wie Hanus Andreassen, Alexandur Kristiansen und Jóanes Nielsen schrieben über internationale Politik, die Verhältnisse auf dem Arbeitsmarkt und sozialpsychologische Themen.
1979 zog die Landesbibliothek der Färöer in ein neues Gebäude.

### Die 1980er Jahre

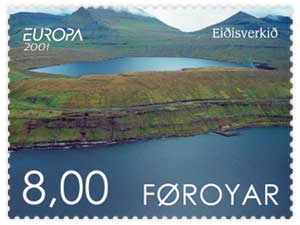
Der Bau des Wasserkraftwerks in Eiði begann 1984 und machte die Färöer unabhängiger von fossilen Brennstoffen.

1980 zerbrach die große Koalition aus Sozialdemokraten, Republikanern und Volkspartei, die sechs Jahre lang das Land regierte. Der Bruch entstand zwischen Sozialdemokraten und Republikanern auf der einen und der Volkspartei auf der anderen Seite, ob die Smyril auch im Winter nach Schottland fahren sollte, wogegen die Volkspartei war.
Bei den Neuwahlen am 8. November 1980 gewannen die Unionisten einen weiteren Sitz, während die Sozialdemokraten einen einbüßten. Es war ein Richtungswahlkampf rechts-links, und als Ergebnis bildete sich eine Rechtsregierung aus Unionisten, Volkspartei und Sjálvstýrisflokkurin unter dem Løgmaður Pauli Ellefsen von den Unionisten. Kurze Zeit später wurden die Winterfahrten der Smyril gestoppt.
Die neue Landesregierung verdreifachte in ihrer Amtszeit die Auslandsverschuldung der Färöer und investierte z. B. in Frachtschiffe und das Wasserkraftwerk in Eiði. Letzteres war notwendig, nachdem der Energiebedarf der Färöer immer mehr angestiegen war. Hinzu kam der Wille, sich vom teuren Öl unabhängiger zu machen. Das Projekt kostete am Ende 600 Millionen Kronen.
Bei den Wahlen am 8. November 1984 gewannen die Sozialdemokraten wieder einen Sitz im Løgting und wurden stärkste Partei. Auch die Volkspartei gewann einen Sitz, während Samband und Sjálvstýri jeweils einen verloren. Die neue Regierungskoalition bestand aus Sozialdemokraten, Republikanern, Sjálvstýri und der neugegründeten Kristiligi Fólkaflokkurin (Christliche Volkspartei). Die Regierung versuchte, die Wirtschaft unter Kontrolle zu bringen, aber das misslang, und auch in ihrer Amtszeit verdreifachte sich die Auslandsverschuldung erneut.
Bei den Wahlen am 8. November 1988 wurde die Volkspartei stärkste Kraft und bildete eine Regierung mit den Republikanern, Sjálvstýri und der Christlichen Volkspartei unter Jógvan Sundstein. Schon 1989 kriselte es in der Koalition, und die Unionisten traten an die Stelle von Sjálvstýri und der Christlichen Volkspartei.
Am 1. Januar 1988 wurden gegen den Widerstand der Unionisten die ständigen Subventionen Dänemarks in den jährlichen, so genannten Blockzuschuss umgewandelt, der eine bessere Kontrolle über den färöischen Haushalt ermöglichte. Diesen Blockzuschuss gibt es noch heute (2007), aber geplant ist, ihn bis 2015 ganz zu überwinden.

#### Wirtschaft

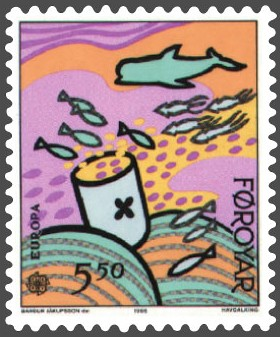
Mit dem Wirtschaftsboom der 1980er Jahre wurde auch Umweltverschmutzung erstmals ein Thema auf den Färöern. Als Fischereination sind sie besonders auf die Reinhaltung der Meere angewiesen. Diese Briefmarke von Bárður Jákupsson 1986 zeigt die Nahrungskette von Fischen, über Tintenfische hin zum Grindwal, der traditionell eine subsistenzwirtschaftliche Nahrungsergänzung der Färinger ist, die am Ende dieser Kette stehen.

Auch die Färöer blieben vom Monetarismus und der Angebotspolitik nicht unberührt und so sprach man in den Regierungsparteien Anfang der 1980er Jahre von einem notwendigen „Systemwechsel“. Der Ölpreis erreichte einen Höhepunkt, was sich erheblich auf das färöische Wirtschaftsleben und die Volkswirtschaft auswirkte. Dänische Kredite strömten auf die Färöer. 1980–1988 wuchsen die Bürgschaften von 269 Millionen DKK auf 2.840 Millionen DKK. Sowohl die Banken als auch die Kunden profitierten davon, denn die Kreditzinsen waren in Dänemark niedriger als die Guthabenzinsen auf den Färöern. Hinzu kam, dass nur die Hälfte der Zinsgewinne versteuert werden mussten. Während das Kreditgeschäft boomte, verlor die Landesregierung enorme Summen an Steuereinnahmen.
Insgesamt wuchs der Schuldenberg von 1 Milliarde DKK 1980 auf 8,5 Milliarden DKK 1990.
Ein tiefer Fall der färöischen Ökonomie setzte Mitte 1989 mit der Wirtschaftskrise der Färöer ein. Das Bruttoinlandsprodukt sank um ein Drittel, und rund 10 % der Bevölkerung wanderten aus. Waren die Färöer zuvor ein Land der Vollbeschäftigung gewesen, das den Anschluss an die Weltspitze geschafft hatte, so war seitdem Arbeitslosigkeit wieder ein Problem.
Im November 1987 wurde die erste eigene färöische Fluggesellschaft Atlantic Airways gegründet. Der erste reguläre Flug fand im Jahr darauf statt. Heute hat Atlantsflog, wie es auf Färöisch heißt, vier Passagierjets für den Linien- und Charterverkehr.

#### Soziales
Auch in den 1980er Jahren hielt das stetige Bevölkerungswachstum an. Allerdings ist es in Tórshavn und dem Süden von Eysturoy überdurchschnittlich hoch. Mitte der 1980er Jahre hatte die Kommune Tórshavn rund 2000 Anfragen für Baugrundstücke vorliegen. Der Stadtrat versuchte, das Problem zu lösen, indem in Hoyvík ein Neubaugebiet ausgewiesen wurde, wo Einfamilien- und Reihenhäuser entstanden. Der große Bedarf an Wohnraum trieb die Mieten und Grundstückspreise in die Höhe. Für junge Leute war es fast unbezahlbar, ein Zimmer zu mieten, aber es gab günstige Langzeitkredite für künftige Eigenheimbesitzer.
Die Reallöhne stiegen trotz der hohen Preise in den 1980er Jahren um 15–20 %. Die Fischer bekamen garantierte Tariflöhne, die laufend angepasst wurden. Küstenfischer, die auf keinem Schiff anheuerten, bekamen einen Mindestlohn vom Land. Zusätzlich gab es für jedes Kilo gefangenen Fisch einen Zuschuss aus der Landeskasse.
Das Wirtschaftswachstum in den 1980er Jahren veränderte die sozialen Verhältnisse auf den Färöern grundlegend. Die große Nachfrage nach Arbeitskräften führte zu einer allgemeinen Verlängerung der Wochenarbeitszeit. Dadurch verschlechterte sich die Lage der Kranken und Alten, die zuhause gepflegt wurden. Um diesem Missstand zu begegnen, wurden Alters- und Pflegeheime eingerichtet. Dennoch konnte der Bedarf hierfür nicht befriedigt werden, und so brachte man ein Gesetz auf den Weg, wonach Angehörige ein Entgelt für die Pflege daheim bekommen sollten. Dieses Gesetz war heftig umstritten, und die Kritiker meinten, es würde die Familienbande materialisieren.
Ebenfalls stieg der Bedarf an Kindertagesstätten, und als dieser nicht befriedigt werden konnte, führte man ein System von kommunalen Tagesmüttern ein.
Die Lage der Frauen wurde wesentlich verbessert, indem nichtberufstätige Mütter mit berufstätigen gleichgestellt wurden und einen 24-wöchigen bezahlten Mutterschaftsurlaub bekamen. Es wurde ein festes steuerfreies Kindergeld für alle Kinder ausbezahlt, die zwischen 1/2 und 16 Jahre alt waren.
Auch die Lage der Behinderten verbesserte sich, als 1988 die Sozialhilfe für Behinderte vom dänischen Staat in färöische Hände überging. Es wurde dafür gesorgt, dass sie in kleineren Wohneinheiten, teilweise auch auf dem Land, leben durften.
1988 wurde eine neue Rentengesetzgebung verabschiedet. Danach bekamen alle Einwohner der Färöer über 67 Jahre das Recht auf eine Mindestrente.

#### Kultur

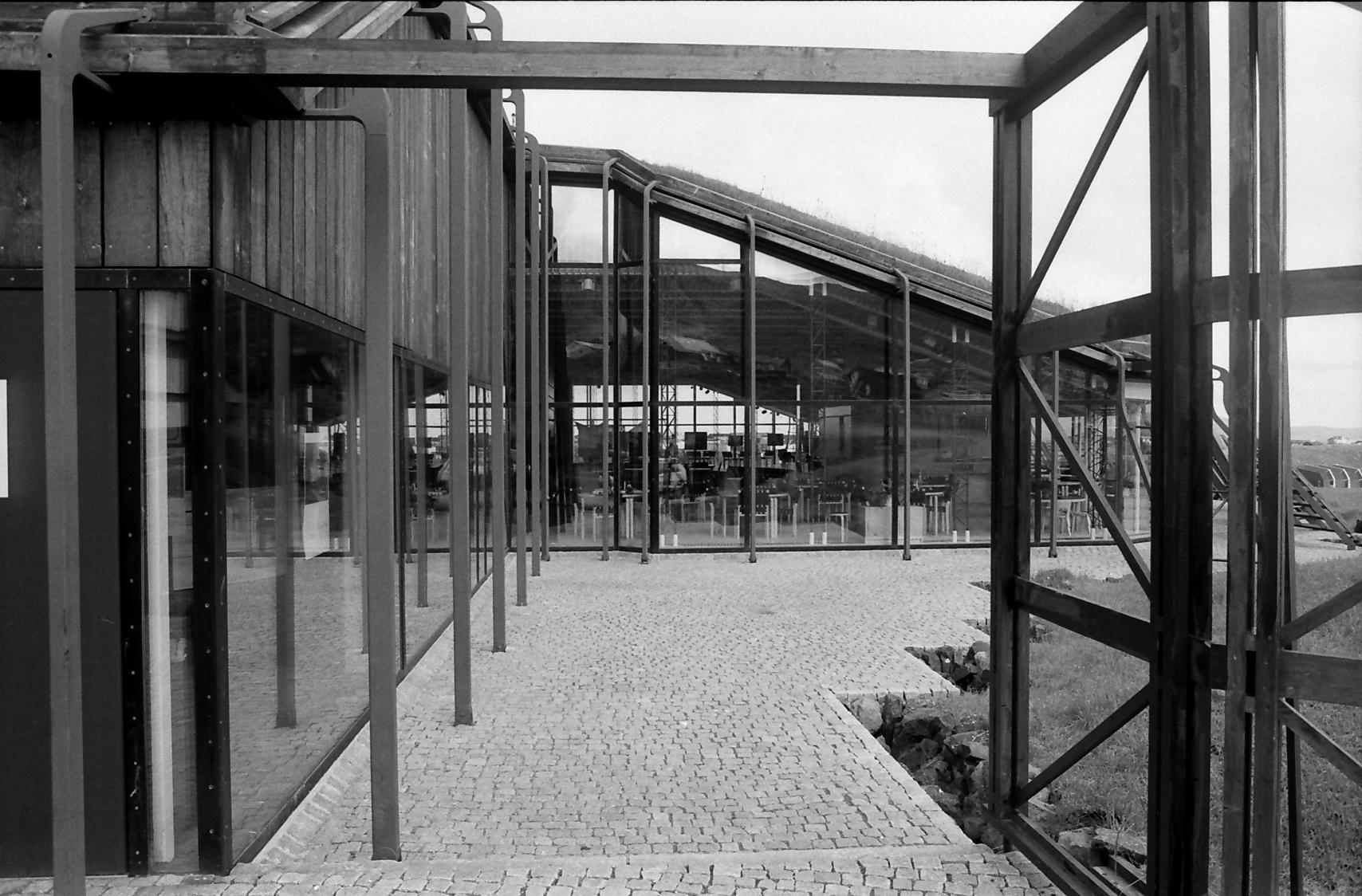
1983 wurde das Haus des Nordens in Tórshavn eingeweiht. Es ist nicht nur eines der architektonisch wertvollsten Gebäude der Inseln, sondern seitdem wichtigstes Kulturzentrum und gesellschaftlicher Treffpunkt. Träger des Hauses ist der Nordische Rat

In den 1980er Jahren wurde mehr Gewicht auf den materiellen Fortschritt als auf die Kultur gelegt. Beispielsweise wuchs der Import an Kraftfahrzeugen wesentlich mehr als die Herausgabe von Büchern.
Die färöische Literatur der 1980er Jahre ist überwiegend neorealistisch (etwa Jóanes Nielsen und Oddvør Johansen), realistisch und modernistisch (etwa Lydia Didriksen und Hanus Andreassen) und postmodern (etwa Rói Patursson und Tóroddur Poulsen). Erstmals nehmen Frauen eine bedeutende Stellung unter den Autoren ein und schreiben den größten Teil der färöischen Prosa. Der Höhepunkt war der Literaturpreis des Nordischen Rates 1986 für Paturssons Gedichtsammlung Líkasum. Es ist das erste (und bisher einzige) Werk in färöischer Sprache, das diesen renommierten Preis erhielt.
Mit dem Haus des Nordens erhielten die Färöer 1983 ein internationales Kultur- und Kongresszentrum.
Seit 1984 gibt es ein nationales Fernsehen, Sjónvarp Føroya. Es ist ebenfalls in öffentlich-rechtlicher Hand und per Gesetz verpflichtet, mindestens ein Drittel der Sendezeit in der färöischen Sprache auszustrahlen.
Die färöische Sprachpolitik ist seit 1985 durch den Málráðið, den färöischen Sprachrat, institutionalisiert.
Der Ruderer Ove Joensen aus Nólsoy sorgte 1986 für Furore, als er mit seinem Färöboot Diana Victoria von Nólsoy nach Kopenhagen ruderte. Die 900 Seemeilen schaffte er in 41 Tagen. Im darauf folgenden Jahr verunglückte er tödlich in heimischen Gewässern.
Der Orkan von Weihnachten 1988 war selbst für färöische Verhältnisse heftig. Dächer wurden abgedeckt, Autos flogen umher und der Tórshavner Stadtpark, der über Jahrzehnte kultivierte Beweis, dass es Wald auf den Färöern geben kann, wenn er nur in windgeschützten Ecken von den Schafen verschont wird – er wurde beinahe vollständig zerstört. Seitdem wird er wieder aufgeforstet.

### Die 1990er Jahre

#### Wirtschaft
Die Mitte 1989 einsetzende Wirtschaftskrise führte zu zusätzlichen Steuern, Zöllen und Einsparungen. Am 12. September 1990, demselben Tag, als die färöische Fußballnationalmannschaft beim Länderspiel gegen Österreich mit dem sensationellen 1:0 von Torkil Nielsen die Färöer in der Welt bekannt machte, fand in Kopenhagen ein Geheimtreffen der färöischen Landesregierung mit der dänischen Regierung statt. Dort bat man um Hilfe zur Rettung der färöischen Wirtschaft. Dänemark verlangte bessere Vorkehrungen seitens der Färinger und legte einen Monat später einen Plan zur Bewältigung der Krise vor. Die Regierungskoalition in Tórshavn war sich darüber uneinig und zerbrach am 5. Oktober.
Gleichzeitig setzte die Regierung von Poul Schlüter eine Expertengruppe ein, die Færøgruppen, die darüber beraten sollte, wie die Liquiditätsprobleme der Färöer am besten gelöst werden könnten, so dass es den dänischen Staat so wenig wie möglich kostete.
Bei den Løgtingswahlen am 17. November 1990 wurden die Sozialdemokraten stärkste Partei und formierten eine Koalition mit der Volkspartei. Zusammen hatten sie 17 von 32 Sitzen.
1992 wurde ein Handelsabkommen zwischen der Europäischen Union und den Färöern unterzeichnet, und die Verfügungsgewalt über die färöischen Bodenschätze (inzwischen wird dort Erdöl vermutet) ging am 11. September von Kopenhagen an die Färöer über. Dies wird allgemein als die größte politische Leistung des Ministerpräsidenten Atli Dam gewertet.
Am 6. Oktober 1992 wurde die färöische Autonomieregierung unter die Verwaltung des neuen Gesamtgläubigers gestellt – des dänischen Finanzministeriums. Dadurch war die Landesregierung stark in ihrer politischen Gestaltungsfreiheit eingeschränkt.
Im April 1993 zerbrach die bisherige Regierungskoalition, und die Sozialdemokraten taten sich nun mit der Sjálvstýrisflokkurin und den Republikanern zusammen.
1993 gipfelte die anhaltende Wirtschaftskrise in dem Bankenskandal der Färöer. Heftige Auseinandersetzungen zwischen Tórshavn und Kopenhagen waren die Folge. Marita Petersen war damals die erste Frau an der Spitze der färöischen Regierung.
Im gleichen Jahr kam es zu diplomatischen Konflikten mit Großbritannien, das selbständig anfing, innerhalb der färöischen Hoheitsgewässer nach Erdöl zu suchen.
Die neue Koalition hielt nur bis zum Mai 1994, als ein Sjálvstýris-Abgeordneter aus der Partei und der Koalition austrat. Es wurden Neuwahlen zum 17. Juli ausgeschrieben. Die Sozialdemokraten erlebten bei der Wahl ein Fiasko und büßten fast die Hälfte der Stimmen ein. Relativer Wahlsieger waren die Unionisten, die eine Koalition mit Sjálvstýri, den Sozialdemokraten und der Verkamannafylkingin eingingen. Letztere war eine Neugründung von enttäuschten Sozialdemokraten und errang 3 Løgtingssitze. Dort gab es bald parteiinterne Querelen, und zwei ihrer Abgeordneten wurden aus der Partei ausgeschlossen, sie verblieben aber in der Regierungskoalition.
1994 lockerte Dänemark die Schuldnerverwaltung über die Färöer. 1995 beschloss das Løgting einstimmig, den Bankenskandal vor Gericht zu bringen. Das Folketing war aber mehrheitlich dagegen, und so wurde stattdessen eine Expertenkommission eingesetzt.
Bereits 1996 verließen die Sozialdemokraten die Regierungskoalition, und die Volkspartei übernahm ihren Part. Der Grund war die sozialdemokratische Ablehnung eines neuen Regierungsgesetzes, demzufolge der Løgmaður erheblich mehr Macht bekam als zuvor (nämlich genau so viel wie das Løgting). So entließ er 1997 einen Sjálvstýri-Minister, weil er meinte, dieser würde beim Projekt des Vágartunnels zu sehr für eigene Interessen arbeiten. Dadurch zog sich Sjálvstýri aus der Koalition zurück, wodurch sie zu einer Minderheitsregierung wurde, die sich aber noch einige Zeit halten konnte.
Viele Färinger fühlten sich im Bankenskandal von der dänischen Seite übervorteilt. Polemiken sprachen von Neokolonialismus und Unterdrückung der färöischen Selbstverwaltung. Die dänischen Medien trugen dazu bei, dass viele Färinger sich herabgesetzt fühlten. Das färöische Fernsehen Sjónvarp Føroya brachte eine Sendereihe über den Bankenskandal, in der eine Verschwörung zwischen der dänischen Finanzwelt, Regierung und ihrer Expertenkommission behauptet wurde. Gleichzeitig erwachte die Hoffnung der Färinger auf Erdölfunde im eigenen Hoheitsgebiet.
In diesem Klima gewannen die beiden Unabhängigkeitsparteien (Republikaner und Volkspartei) die Wahlen am 30. April 1998. Beide bekamen je 8 Sitze im Løgting. Am 9. Mai bildeten sie zusammen mit Sjálvstýri die Regierung unter Anfinn Kallsberg. Der Koalitionsvertrag sah die Erlangung der vollen Souveränität der Färöer vor. Der charismatische junge Republikaner Høgni Hoydal wurde Minister und stellvertretender Regierungschef.
Am 10. Juni 1998 kam es zur Einigung im Bankenskandal, auch wenn die färöischen Forderungen an Kopenhagen nicht in voller Höhe realisiert wurden. Alle Sonderauflagen seitens der dänischen Finanzverwaltung wurden aufgehoben. Die Landesregierung war wieder voll handlungsfähig und konnte beispielsweise wieder Kredite aufnehmen und dafür bürgen, ohne Kopenhagen um Erlaubnis zu fragen. Auch die dänische Reichsbürgschaft für die färöischen Banken, die seit 1992 bestand, wurde wieder aufgehoben. Die Färöer erhielten die Chance, ihre Schulden beim dänischen Staat unter günstigen Konditionen zu begleichen. Auch erhielten sie eine Entschädigung für die erwiesenen Unregelmäßigkeiten beim Kauf der Føroya Banki.

#### Soziales
Seit 1995 haben die Färöer eine eigene Sozialgesetzgebung.

#### Kultur
1990 erhielten die Färöer von Schweden das Kongsbók zurück, die älteste Handschrift des Schafsbriefs von 1298.
1992 wurde durch Marita Petersen die strenge Alkoholgesetzgebung auf den Färöern gelockert. Bier und Spirituosen sind seitdem in staatlichen Läden frei erhältlich.
Der Film Barbara von Nils Malmros, die Verfilmung von Jørgen-Frantz Jacobsens weltberühmtem färöischen Roman, wurde 1997 in Tórshavn uraufgeführt. Das dortige Kino war über Wochen ausgebucht.
1998 erschien das erste muttersprachliche färöische Wörterbuch (Føroysk orðabók) mit über 65.000 Stichwörtern. Damit bekamen die Färöer nach insgesamt vierzig Jahren Vorarbeit als letzte nordische Nation ein Wörterbuch nur in ihrer eigenen Sprache. Leiter des Projekts war Prof. Jóhan Hendrik Winther Poulsen, der „Sprachguru“ der Färöer.

## 21. Jahrhundert

### Die 2000er Jahre
Die neue Landesregierung bereitete die endgültige Unabhängigkeit der Färöer vor, doch 2000 endete das im Fiasko: Die für 2001 geplante Volksabstimmung in dieser Sache wurde abgeblasen, da keine eindeutige Mehrheit auf den Färöern zu erwarten war. 2002 kam es zu Neuwahlen. Anfinn Kallsberg von der Fólkaflokkurin gewann, doch es kam schnell zum Bruch des Bündnisses mit den Republikanern, so dass 2004 Neuwahlen stattfanden und seitdem nun wieder ein Sozialdemokrat, Jóannes Eidesgaard die Geschicke des Landes leitet.
Im Juni 2002 erhielten die Färöer die berühmten Kirchengestühl-Schnitzereien von Kirkjubøur, mit das größte Kulturerbe der Färöer, aus dänischem Besitz zurück.
Waren im 20. Jahrhundert die färöische Literatur und bildende Kunst dominierende Faktoren in der kulturellen Entwicklung des Landes und Kulturvermittlung nach außen, so betraten in den letzten 10–15 Jahren auch immer mehr färöische Musiker die Bühnen dieser Welt – mit Kristian Blak und seinem Label Tutl als dem Mentor der Szene. Wichtige Musikevents sind der Prix Føroyar und das G! Festival. Teitur Lassen ist heute ein internationaler Star. Guðrun Sólja Jacobsen erlebte 2004 ihren überraschenden Durchbruch gegenüber der jungen dänischen Gesangselite im populären dänischen TV-Wettbewerb „Stjerne for en aften“.
2002 gewann Sunleif Rasmussen als erster Färinger den Musikpreis des Nordischen Rates mit der ersten färöischen Symphonie Oceanic Days (1995–1997).

#### Das Jahr 2005
Im Februar 2005 wurde erstmals die Auszeichnung Färöische Person des Jahres (Ársins Føroyingur) vergeben. Eine hochkarätige Jury aus Politik, Kultur, Sport und Wissenschaft bestimmte die junge Sängerin Eivør Pálsdóttir zur herausragenden Person des Landes, die „durch ihre Lieder die Färöer auf positivste Art auf der Weltkarte markiert hat“.

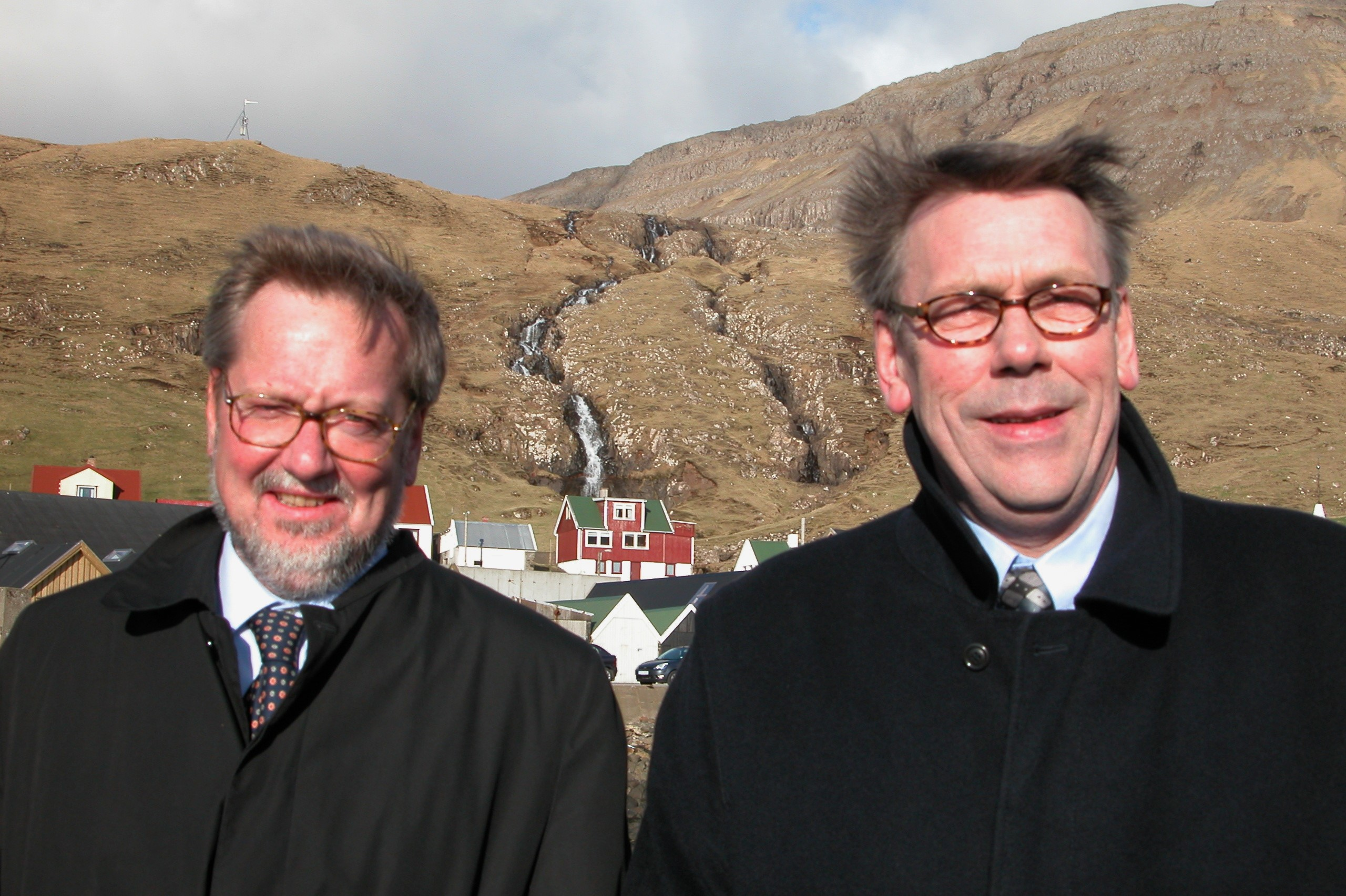
Vertrag von Fámjin: „Brüder auf gleicher Augenhöhe“. Der dänische Außenminister zusammen mit dem Løgmaður am 29. März 2005.

Am 29. März schlugen Jóannes Eidesgaard und der dänische Außenminister Per Stig Møller nach eigenen Angaben ein „neues Kapitel in der Geschichte der Färöer“ auf, als sie den Vertrag von Fámjin unterzeichneten. Die Färöer haben nun das verbriefte Recht, in allen internationalen Organisationen als assoziiertes Mitglied vertreten zu sein (die es durch ihre Satzungen erlauben) und in allen diplomatischen Einrichtungen Dänemarks eigene Gesandtschaften zu errichten. Die färöische Flagge und das Wappen können hierbei gleichwertig verwendet werden.
Am 4. April unterzeichneten Eidesgaard und der dänische Staatsminister Anders Fogh Rasmussen in Kopenhagen die gemeinsame Erklärung zur Formulierung des färöischen Übernahmegesetzes. Als erster Schritt wurde am selben Tag der Flughafen Vágar vom färöischen Staat übernommen. Das Übernahmegesetz wurde am 14. Mai vom Løgting verabschiedet. Zur Ólavsøka verkündete Jóannes Eidesgaard, dass die Färöer der EFTA wieder beitreten wollen.
Im Juni besuchten Königin Margrethe II., Prinz Henrik, Kronprinz Frederik und Kronprinzessin Mary die Färöer.
Am 31. August gingen die Färöer den bisher weitesten außenpolitischen Schritt ihrer Geschichte, als sie eine gemeinsame Wirtschaftszone mit Island beschlossen. Bereits am 2. September wurden alle gegenseitigen Zölle und Handelsbeschränkungen aufgehoben.
Am 1. November nahm die neue Autofähre Smyril ihren Dienst zwischen Tórshavn und Suðuroy auf.

## Geschichtswissenschaft auf den Färöern
Wichtiger Grundstein für die Geschichtsforschung auf den Färöern war zunächst der Aufbau der Landesbibliothek der Färöer ab 1828 durch den Gouverneur Christian Ludvig Tillisch. Sie hat heute die weltgrößte Sammlung an relevanten Büchern und Manuskripten zum Thema.
Das Historische Museum der Färöer geht auf die historische Sammlung seit 1898 zurück. Nicht nur die wesentlichen Erkenntnisse der Archäologie werden hier präsentiert, sondern auch viele Gegenstände der jüngeren Geschichte.
Die Universität der Färöer hat als eine ihrer drei Fakultäten die Geschichts- und Gesellschaftswissenschaft. Sie beschäftigt sich in ihrer Forschung derzeit insbesondere mit der nationalen Geschichte seit 1939, der Geschichte des Grindadráp, Alkoholkonsums und Gesundheitswesens, und geht der Frage der Bedingungen einer kleinen Nation mit ihrer eigenen Politik, ihrem Arbeitsmarkt, den finanziellen Bedingungen und wirtschaftlichen Aktivitäten nach. In der Lehre der Fakultät wird allgemein die Geschichte des Landes vermittelt. Ihre Publikationen erscheinen als Zeitungsartikel, in wissenschaftlichen Zeitschriften und Büchern.

### Auf Dänisch
- Heini Madsen: Færøernes hvornår skete det Støvring, Skúvanes, 1999 (vergriffen)
- Elin Súsanna Jacobsen: „Færøernes Historie – en oversigt“. In: Færøerne i dag, Kópavogur (Island): Printskill, 2006, ISBN 9979-9708-9-8 (S. 25–40) (die einheimische Autorin ist Historikerin an der Universität der Färöer)

### Auf Färöisch
- Hans A. Djurhuus Føroya søga. Eitt stutt yvirlit. Tórshavn: Felagið Varðin, 1924 (Pionierwerk. Erweiterte Ausgabe 1952, Neuauflage 1963)
- Hans Jacob Debes: Føroya søga. Tórshavn: Føroya Skúlabókagrunnur, 1990. (drei Bände. Info: Band 1, Band 2, Band 3)
- Hans Jacob Debes: Nú er tann stundin … Tjóðskaparrørsla og sjálvstýrispolitikkur til 1906. Tórshavn: Føroya Skúlabókagrunnur, 1982. (Nationalbewegung bis 1906. Info)
- Markos Jiménéz, Dánial Hoydal: Føroya krønika. Tórshavn: Bókadeild Føroya Lærarafelags, 2003 (Info)
- Kári Jespersen und Jens Pauli A. Nolsøe: Føroya søga 1940–1998 – Tráður til keldusavn. Føroya Skúlabókagrunnur 2000, Internetausgabe 2005